# Stato monastico dei Cavalieri Teutonici
Lo Stato monastico dei cavalieri teutonici, conosciuto anche con il nome tedesco Ordenstaat (IPA [ˈɔːdn̩ˌʃtɑːt]) o, per esteso, Deutschordenstaat, fu un'entità statale nata su iniziativa dell'Ordine teutonico ed esistita per tre secoli in Prussia. Nel 1230, mentre erano in corso le crociate del Nord e in occasione della nomina del Gran maestro Hermann von Salza, fu fondato lo Stato monastico per agevolare le operazioni di conquista della Prussia; il Deutschordenstaat cessò di esistere come realtà autonoma e venne secolarizzato nel 1525, quando il Gran maestro aderì alla Riforma protestante e ricevette a titolo di feudo la gestione del neonato Ducato di Prussia, sottoposto all'autorità del Regno di Polonia.
Inizialmente concentrato nella regione che si estendeva dalla costa sud-orientale del Mar Baltico alla terra dei laghi della Masuria, nel momento della sua massima estensione aveva annesso gran parte del territorio degli odierni Paesi baltici, l'isola di Gotland e una discreta sezione dell'attuale costa della Polonia.
A differenza dei tentativi falliti effettuati degli altri grandi ordini cavallereschi di stabilire un punto d'appoggio permanente o di dare vita a una vera e propria entità statale in Terra santa, l'Ordine teutonico, fondato relativamente tardi, percorse una strada diversa. In principio, adottò il modus operandi dei templari e degli ospitalieri in campo militare e organizzativo, ma la vera ascesa dei Cavalieri iniziò solo con il declino degli Stati crociati. Concentrandosi in seguito sull'Europa nord-orientale, l'Ordine assunse un ruolo di primo piano nella cristianizzazione e colonizzazione di tale regione geografica. Sotto la guida dei teutonici, prese forma uno Stato molto più organizzato delle formazioni territoriali contemporanee e, grazie a un'efficace strategia politica e amministrativa, tale entità riuscì a sopravvivere per diversi secoli.

## Storia

### Insediamento teutonico in Prussia

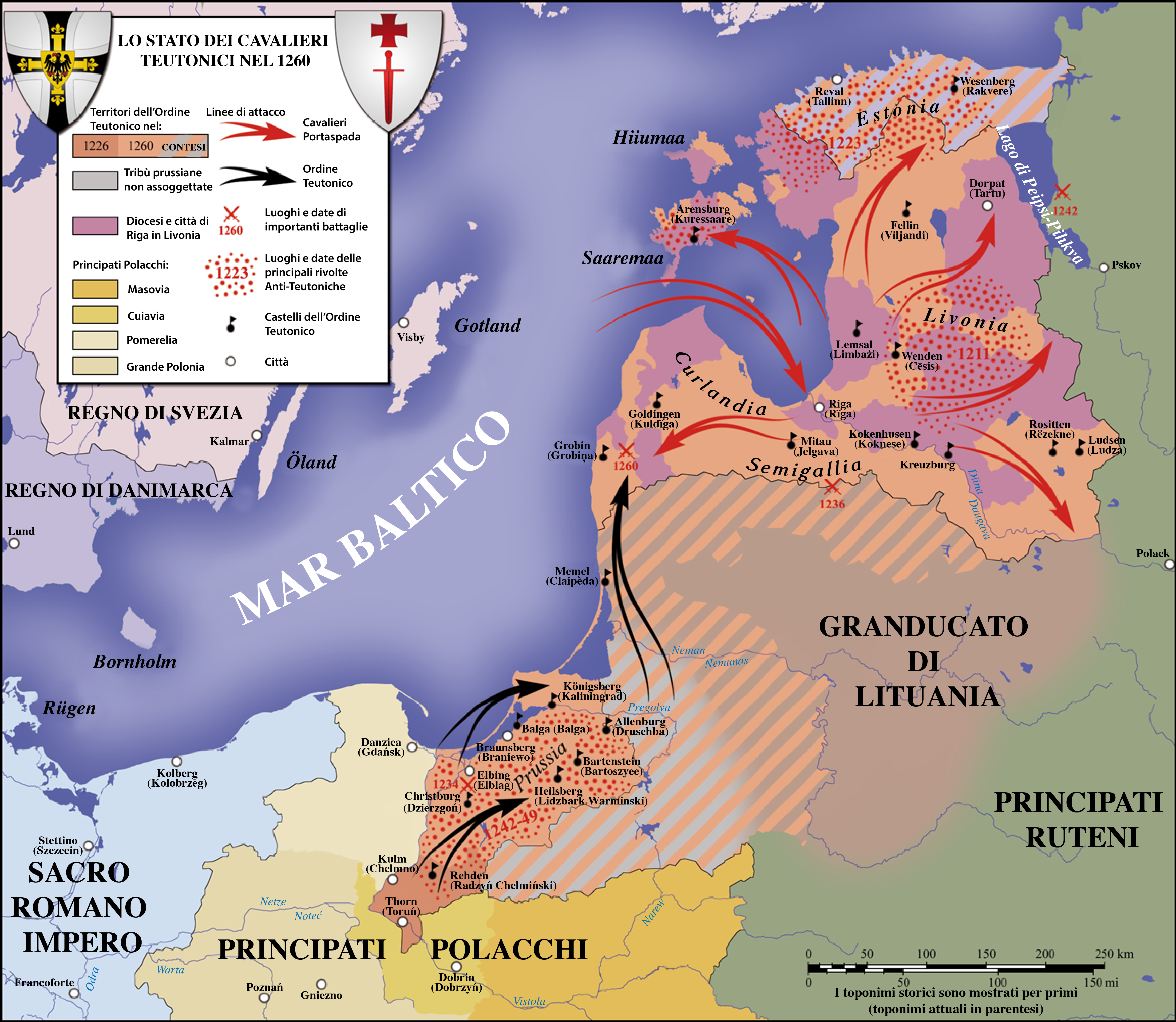
Acquisizioni dell'Ordine teutonico in Prussia e dei Cavalieri di Livonia, unitisi ad esso nel 1237, in Curlandia e Livonia fino al 1260. Le aree contese comprendevano territorio in Prussia e Samogizia

L'idea di fondare lo Stato teutonico lontano dalla Terra Santa può essere ascritta al quarto Hochmeister, Hermann von Salza. Abile politico e influente consigliere dell'imperatore Federico II di Svevia, poco dopo il suo insediamento, avvenuto nel 1210, tentò di circoscrivere i confini di un territorio entro cui l'Ordine avrebbe potuto operare. Il tentativo di instaurare strutture statali in quella che allora era la Transilvania ungherese (Burzenland) fallì nel 1225 a causa dell'opposizione del clero locale e della monarchia magiara.
La richiesta di assistenza del duca Corrado di Masovia ai Cavalieri nella lotta contro i prussiani pagani, avanzata intorno al 1225, offrì nuove prospettive a Hermann von Salza. In realtà, al di là della questione religiosa, Corrado aveva mire espansionistiche sulle terre a est e sperava di sfruttare l'opportunità a suo vantaggio. Per questo, consegnò parte della Kulmerland all'Ordine come punto d'appoggio, allo scopo di agevolare le loro operazioni belliche. Prima che tale prospettiva potesse effettivamente concretizzarsi, von Salza cercò di assicurarsi delle garanzie, volendo essere convinto di poter operare liberamente in Prussia; il primo passo fu quello di ottenere il placet dall'imperatore Federico II, che fu concesso per iscritto nella bolla d'oro di Rimini. Inoltre, l'imperatore assicurava che ogni territorio espugnato sarebbe rimasto in capo all'ordine religioso per diritto di conquista e il Gran maestro fu altresì elevato allo status di principe imperiale. La bolla di Rimini, malgrado non giuridicamente inoppugnabile perché nata in circostanze controverse, rappresentò un importante tassello per l'istituzione di una successiva entità statale. Secondo recenti ricerche compiute dalla storica britannica Mary Fischer, il documento non è anteriore al 1235, ragion per cui alcuni dei suoi contenuti sono stati messi in dubbio.
Nel 1230, in occasione della firma del trattato di Kruschwitz, Corrado di Masovia confermò le prerogative dei Cavalieri, anche se l'autenticità di un simile atto è oggetto di dibattito storiografico. Dopo che gran parte della regione polacca passò in mano ai membri dell'Ordine, papa Gregorio IX li incoraggiò a proseguire nelle loro operazioni; nel 1234, la bolla di Rieti (Pietati proximum) sanciva ufficialmente che le aree conquistate appartenessero alla Chiesa, rientrando dunque nel Patrimonium Petri.

### Inizio dell'espansione
Dopo aver ricevuto (o falsificato) l'autorizzazione a insediarsi stabilmente in Kulmerland nel 1230, Hermann spedì Corrado di Landsberg come suo inviato con una piccola forza di sette Cavalieri teutonici e 70-100 scudieri e fanti in Masovia in avanscoperta. Questi presero possesso di Vogelsang (in tedesco "canto degli uccelli"), un castello costruito da Corrado poco distante da dove sarebbe stata in futuro costruita Thorn (Toruń); altre fonti indicano che due Cavalieri gettarono le fondamenta di Vogelsang nel 1229, finendo però poi presto uccisi dai prussiani. Ciononostante tale regione, localizzata a sud della Vistola, poteva ritenersi relativamente sicura. Pur essendo la popolazione ancora un misto tra cristiani e pagani, Corrado di Landsberg si sentì fiducioso e ordinò di effettuare una piccola incursione attraversando la Vistola. I rinforzi guidati da Hermann Balk ammontavano a venti cavalieri e 200 fanti, giunti a Vogelsang nel 1230 dopo che terminarono i lavori di costruzione del castello. A quel punto Hermann von Salza non era più nella possibilità di inviare altre unità, essendo allora gli uomini dell'Ordine impegnati nello Stato crociato o in Armenia, dove aveva sede un grande quartier generale teutonico. Tuttavia, nel giro di breve tempo fu sottomessa gran parte della regione e gli abitanti convertiti con la forza o uccisi; nello stesso frangente, videro la luce numerosi nuovi insediamenti.
Nell'estate del 1233, la propaganda anti-pagana si intensificò e i crociati arrivarono a toccare i 10 000 uomini. Oltre a Corrado di Masovia, si unirono ai crociati anche dei nobili locali. La Pomesania cadde un anno più tardi, nel 1234. L'afflusso costante di coloni della Germania settentrionale consolidò in modo esponenziale il predominio dell'Ordine; nonostante varie battute d'arresto, come la prima rivolta prussiana scoppiata nel 1242, o la grande ribellione esplosa a seguito della battaglia di Durbe vinta dal Regno di Lituania a scapito dei cristiani, i Cavalieri furono in grado di sconfiggere i prussiani in una serie di cruenti scontri dal 1261 al 1271.
Dal 1202, l'arcivescovo di Riga Alberto aveva istituito l'Ordine dei Cavalieri portaspada per agevolare le operazioni di conquista della Livonia. Alberto si dimostrò un uomo ambizioso, che riuscì grazie ai suoi sforzi e a quelli dei suoi uomini a espandersi in Curlandia, Estonia e a sud del Golfo di Riga. Nel 1237, a seguito della disastrosa sconfitta riportata nella battaglia di Šiauliai, i Cavalieri portaspada superstiti confluirono nell'Ordine teutonico e divennero una branca nota come Ordine di Livonia. Tuttavia, nonostante l'unione, i livoniani riuscirono sempre a preservare un certo grado di autonomia, tanto che Prussia e Terra Mariana rimasero sempre de facto domini separati.

### Apice

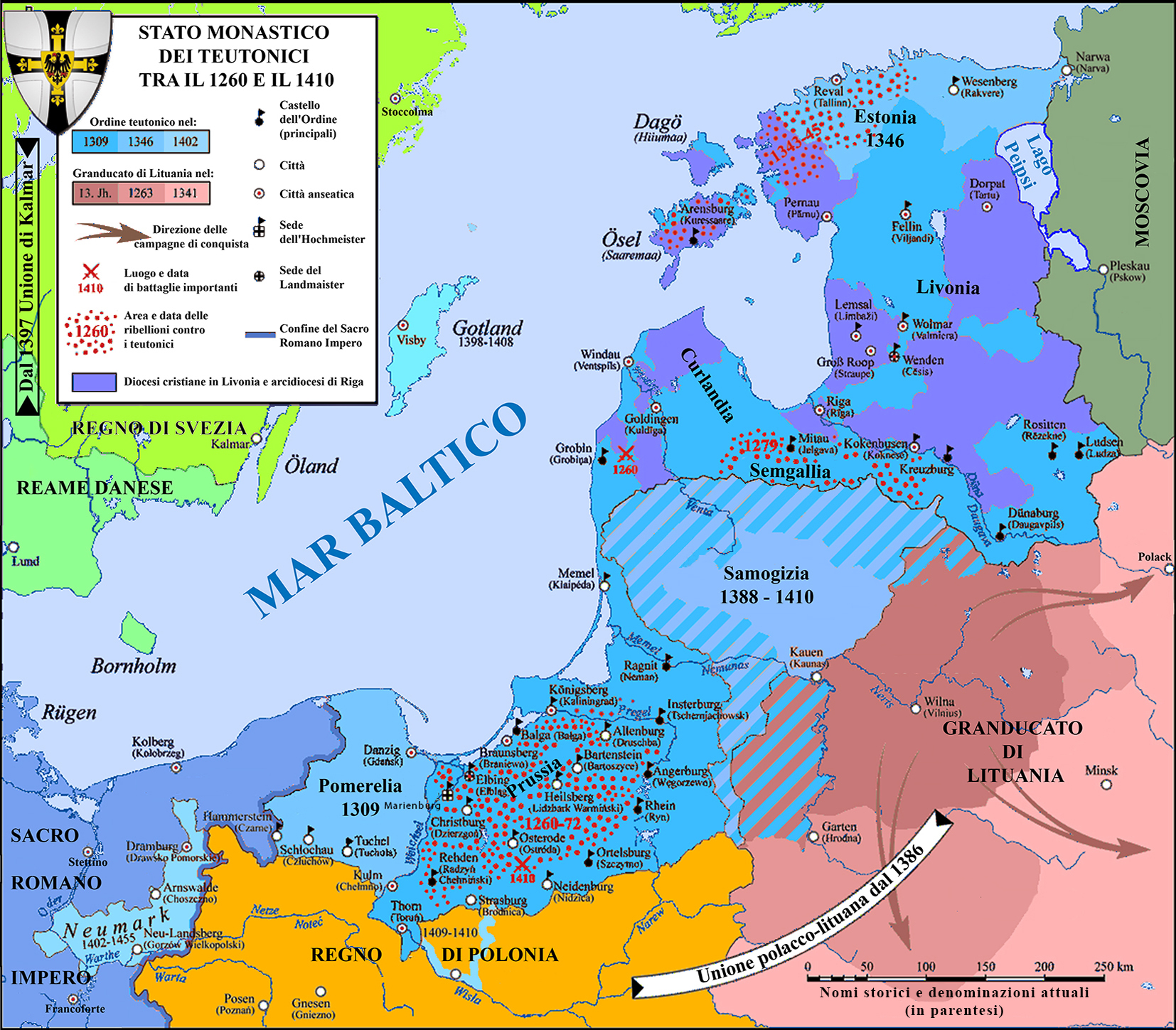
Territori appartenenti all'ordine intorno al 1410

All'inizio del XIV secolo, il territorio dell'Ordine teutonico si accrebbe ulteriormente, incorporando la Pomerelia e Danzica nel 1308.
Il Gran maestro (Hochmeister), il quale risiedeva a Venezia dal 1291, trasferì la sua sede a Marienburg nel 1309 e assunse in tal modo le principali funzioni governative. Questa sede non mutò fino al 1466, anno in cui la capitale venne trasferita a Königsberg. L'Ordine teutonico acquisì un ruolo di spessore a livello economico nella regione del mar Baltico. Grazie alla costruzione di una solida rete economica e allo scambio di tante merci diverse, città quali Braunsberg, Elbing, Danzica, Kulm, Thorn e Königsberg, presenti nella Lega Anseatica, vissero un periodo di notevole splendore.
Da un punto di vista militare, quando la cristianizzazione della popolazione prussiana si cristalizzò alla fine del XIII secolo, lo Stato religioso entrò sempre più in conflitto, dal 1325, con il confinante Regno di Polonia. Invero, la conquista di Danzica e della Pomerelia nel 1308 aveva già inasprito le relazioni diplomatiche con Cracovia. Il momento di maggior crisi si verificò tra il 1326 e il 1332, in corrispondenza con la guerra polacco-teutonica, che si stabilizzò solo con la pace di Kalisz del 1343. Quest'ultima vedeva uscire lo Stato monastico come potenza rafforzata, in quanto la corona polacca rinunciò alle rivendicazioni sulla Pomerania e su Danzica. La nobiltà regionale, compresa quelle presente nelle città definitivamente sottratte ai polacchi, fu in grado di competere per ottenere un proprio ruolo nell'ordine relativamente presto. Così, da dopo il 1370, in Prussia si ritenne opportuno tenere delle diete (Landstände). Pur non essendoci una verbalizzazione delle sedute, è lecito supporre che si discutesse di tasse, regolamento degli scambi economici e tutela delle rotte commerciali. I latifondisti riuscirono ad ottenere una posizione di rilievo nella gerarchia cetuale, ma non si formò una classe governativa; al contrario i sudditi dello Stato monastico, più che rendere omaggio all'Ordine, rispondevano al Gran maestro o al Landmeister.
Nel frattempo, proseguiva la secolare crociata contro la Lituania. Il mandato del Gran maestro Winrich von Kniprode (1351-1382) coincise per lo Stato religioso con periodo di massimo splendore; tra i risultati di maggiore spessore bisogna segnalare la vittoria crociata riportata nel 1370 contro il Granducato di Lituania nella battaglia di Rudau. A seguito dell'unione di Krewo nel 1385, la Polonia entrò in un'unione personale con la Lituania, raddoppiando per l'ordine teutonico i pericoli rappresentati da minacce esterne. Con il matrimonio tra il granduca lituano Jogaila (da allora in poi divenuto noto come Ladislao II Jagellone) e la regina polacca Edvige, i due più strenui oppositori dell'Ordine divennero alleati nel 1386. I principali dignitari teutonici si dimostrarono molto scettici e incerti sul comportamento da tenere in seguito alla scelta di Jogaila di accettare la corona, alla cristianizzazione della Lituania e a più stretti legami, anche bellici, tra Vilnius e Cracovia. Si vennero dunque a creare problemi ideologici e militari: innanzitutto, la conversione poneva il problema della lotta al paganesimo, tanto sbandierata nei decenni precedenti e ora venuta meno. A ciò i teutonici reagirono sostenendo che il suo battesimo fosse avvenuto solo a scopo politico e che la maggior parte dei lituani ancora rimaneva fedele al credo tradizionale.

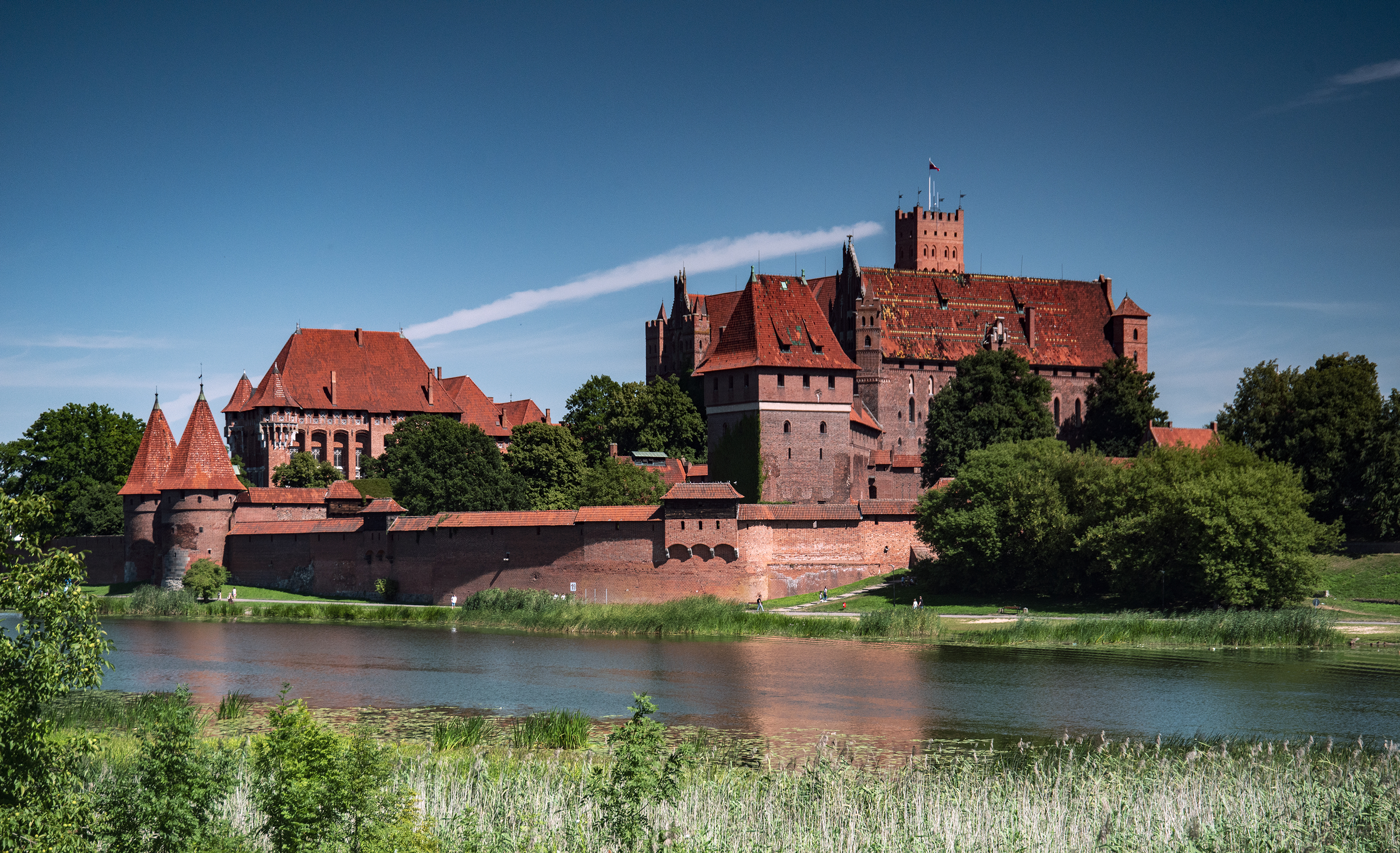
Il castello di Marienburg, simbolo del potere dell'ordine teutonico negli Stati baltici

Sotto il Gran maestro Konrad von Jungingen (1393-1407) avvennero degli accadimenti importanti che mutarono i confini del Deutschenordenstaat. Nel 1398, i teutonici assediarono l'isola di Gotland sottraendola al controllo dei pirati che l'avevano espugnata; nel 1401, la medesima sorte toccò alla Nuova Marca di Brandenburgo, mentre nel 1404 l'autorità di Marienburg sulla Samogizia veniva confermata nel 1404 a scapito della Lituania.

### Declino
Per assicurarsi le conquiste sopra menzionate, lo Stato monastico si era indebitato in maniera esorbitante. Gotland era stata conquistata al costo folle di più di 20.000 marchi, evento che comportò un rincaro netto delle imposte. Alla fine, l'isola dovette essere venduta nel 1408 alla regina danese in cambio di 9.000 nobili che si sarebbero dovuti trasferire in Danimarca e un trattato di "assistenza eterna".
Restava inoltre da definire la questione spinosa del futuro dei samogiti, popolo di fede pagana, e della tutela dei diritti dei nobili locali dopo l'acquisizione teutonica. Sebbene anche la bolla ufficiale del pontefice del 1403 prevedesse delle concessioni ai feudatari della regione, nella prassi l'Ordine non si dimostrò molto caritatevole. Il malcontento delle comunità samogitiche lituane crebbe col tempo, per via della continua riscossione delle salate decime ecclesiastiche e del regime particolarmente restrittivo imposto ai mercanti dallo Stato monastico. Tali condizioni gettarono le basi affinché, intorno al 1409, si giungesse al punto di non ritorno: quando si impose il pagamento di un nuovo tributo a seguito di una carestia generata da un inverno particolarmente freddo, si scatenò una grande sommossa popolare nella regione. Quando essa esplose, i teutonici si trovarono incredibilmente impreparati, con le postazioni difensive lasciate in modo relativamente sguarnito. A giudizio di William Urban, le ribellioni dovevano essere così frequenti da non destare particolari preoccupazioni rispetto a quelle passate nella mente del maestro Michael Küchmeister von Sternberg. Vitoldo, granduca di Lituania che segretamente fomentava le ribellioni per riprendersi la Samogizia, ruppe gli indugi e, constatate le condizioni favorevoli, sostenne apertamente una seconda insurrezione, così come fece Ladislao II dalla Polonia. L'aperto appoggio alla ribellione in un territorio rivendicato dall'ordine spinse l'hochmeister Ulrich von Jungingen a chiedere di risolvere la questione sul campo di battaglia.
Contrariamente alle aspettative di chi non riteneva si potesse giungere a un grande conflitto, il 15 luglio 1410 si svolse uno scontro di grandi proporzioni passato alla storia come battaglia di Grunwald. I cavalieri teutonici uscirono sonoramente sconfitti dallo scontro e da allora entrarono in una lenta ma irreversibile crisi. Malgrado la grande posizione di vantaggio, Ladislao II esitò e non sferrò il colpo decisivo a Marienburg in maniera tempestiva, dando il tempo agli avversari di potersi difendere nella propria roccaforte.
Con il trattato di Toruń del 1411, che poneva fine alla guerra, l'ordine teutonico dovette rinunciare alla Samogizia, oltre a dover effettuare ingenti risarcimenti (44.000 libbre d'argento) per ricostruire le fortificazioni rase al suolo. In ultimo, lo Stato monastico rinunciava a effettuare nuove incursioni in Lituania, nel frattempo ampiamente convertitasi al cristianesimo a causa dell'influenza polacca: i teutonici riuscirono grazie a Sigismondo d'Ungheria a ottenere condizioni meno gravose del previsto. Proprio per via degli effetti dirompenti causati dalla sconfitta dei tedeschi, alcuni autori considerano conclusa la crociata dopo la battaglia di Grunwald.
Nei decenni successivi, le controversie interne compromisero sempre di più lo stabilità interna dello Stato monastico, mentre nel frattempo la Polonia e la Lituania vivevano un periodo di rinnovato vigore sotto Ladislao II Jagellone e Vitoldo. I membri dell'ordine si frammentarono in fazioni basate sulla regione d'origine e diedero luogo a manovre politiche per il potere nell'ordine: una situazione non dissimile coinvolse dopo il primo ventennio del XV secolo anche la Confederazione livoniana. L'impossibilità di badare agli affari statali e la necessità invece di preoccuparsi dei nemici interni minò l'autorità del Gran maestro.
In tema di politica estera, quando l'Ordine tentò di intervenire in una disputa di successione lituana allo scopo di allontanare di nuovo tra loro i sovrani di Polonia e Lituania, scoppiò un conflitto noto come guerra di Gollub. Un nuovo trattato di pace venne firmato molti anni dopo, quando nel 1431 i crociati tentarono per l'ultima volta di assediare Brześć Kujawski.

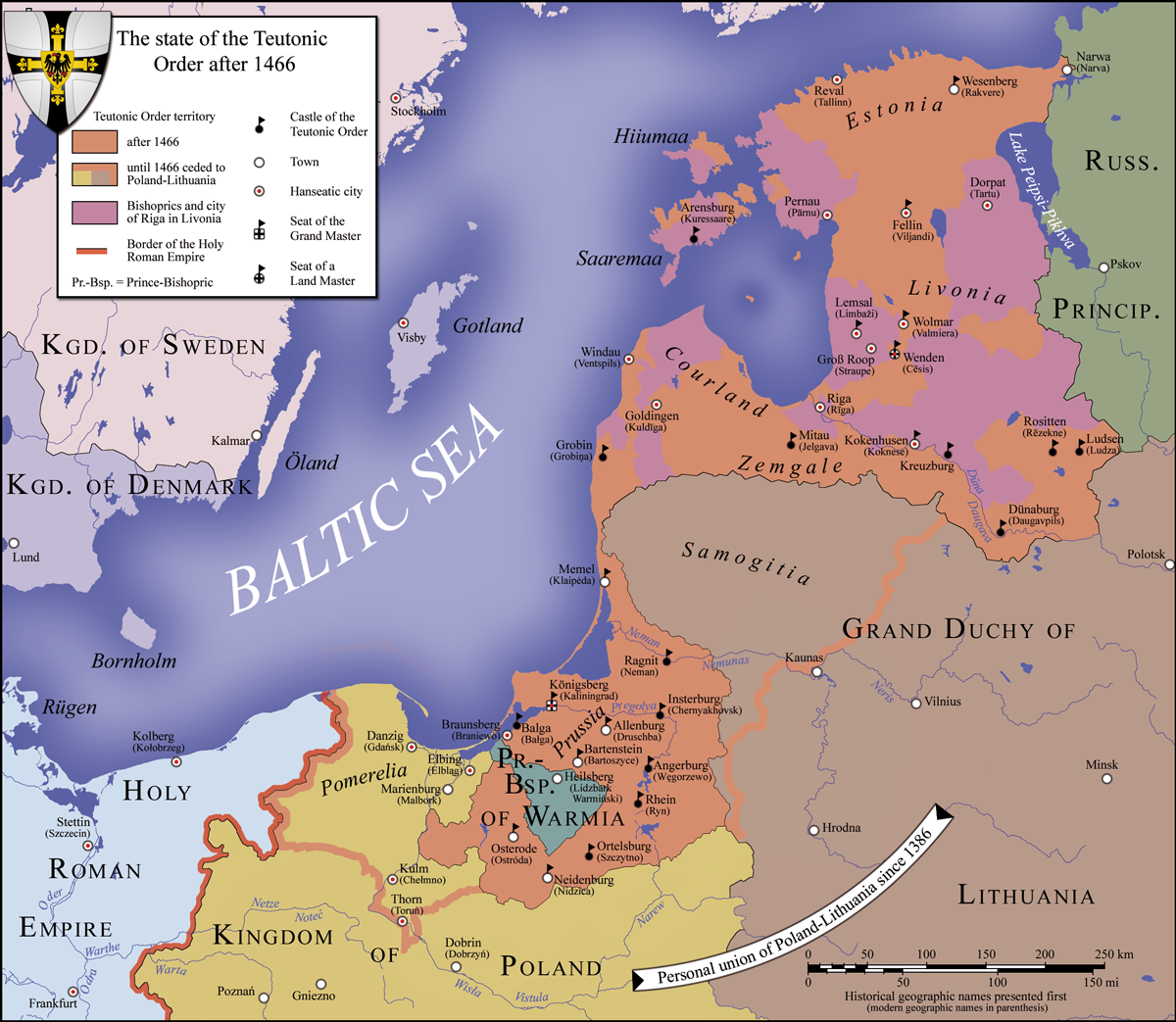
Mappa dello Stato monastico nel 1466

Per poter sopperire ai risarcimenti da elargire ai sensi del trattato di Toruń, l'Ordine cercò di tassare ancor di più i suoi sudditi. Di conseguenza, le città e la nobiltà che volevano sfuggire alle elevate imposte chiesero a gran voce l'istituzione di una regolare assemblea dal 1422 affinché potessero avere voce in capitolo. Circa un ventennio più tardi, nel 1440, un gruppo di 53 possidenti e uomini di chiesa e 19 città confluirono nella Confederazione Prussiana. Nel 1453, quest'ultima si dimostrò disponibile a rispondere all'autorità di Casimiro IV di Polonia per conquistarlo come alleato. Scoppiata per tale ragione la guerra dei tredici anni che vide la Confederazione Prussiana e la Polonia da un lato e l'ordine dall'altro, il già compromesso erario dei teutonici subì ulteriori passività.
Con la seconda pace di Toruń del 19 ottobre 1466, con cui terminò il conflitto sopraccitato, l'ordine dovette cedere la Pomerelia, la Terra di Chełmno, Marienburg, Elbing e la Varmia alla corona polacca. Inoltre, l'ordine riconobbe anche i diritti della corona polacca sulla metà occidentale della Prussia, in seguito conosciuta come Prussia reale. L'accordo non ebbe il benestare né del Papa né dell'imperatore del Sacro Romano Impero.

### XVI secolo

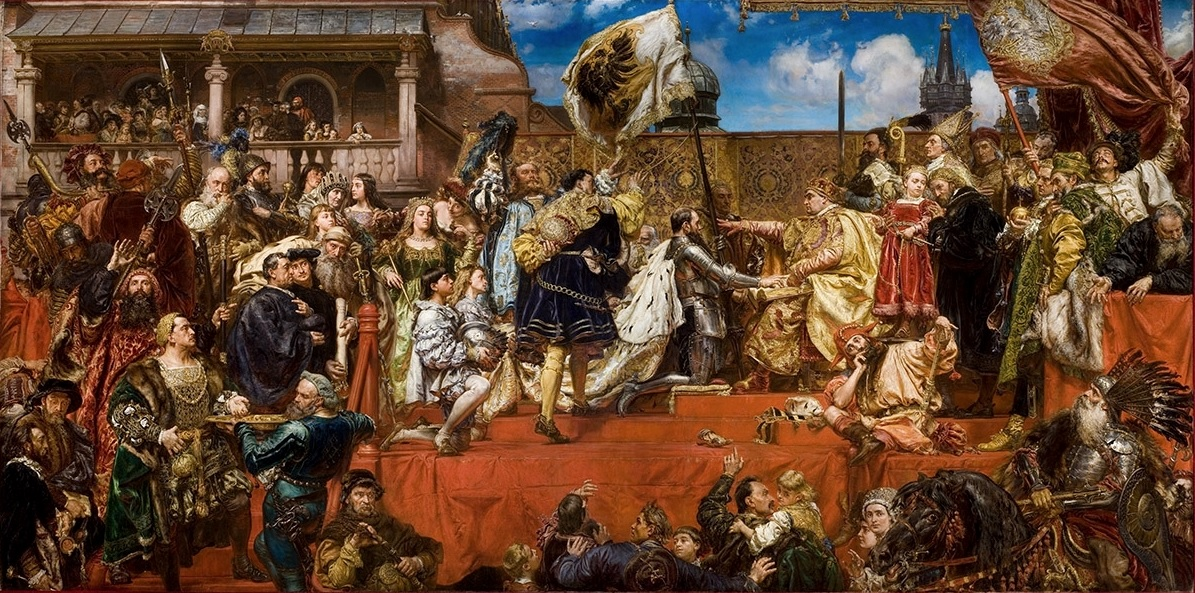
Lomaggio prussiano compiuto da Alberto I di Prussia in favore di Sigismondo I il Vecchio nel 1525. Olio su tela di Jan Matejko

Durante la riforma protestante, si verificarono conflitti religiosi e sollevazioni, e, nel 1525, dopo la guerra polacco-teutonica del 1519-1521, l'ultimo Gran maestro sovrano Alberto (1510-1525), membro del ramo cadetto degli Hohenzollern, si dimise, adottando la fede luterana, assumendo il titolo di duca di Prussia e sottomettendosi pubblicamente nel corso del cosiddetto omaggio prussiano all'autorità del re polacco. In una situazione parzialmente sostenuta da Martin Lutero, il ducato di Prussia divenne il primo Stato protestante al mondo. Nel 1618 il ducato prussiano passò al ramo Hohenzollern primogenito, composto dai margravi regnanti del Brandeburgo, i cui discendenti diventeranno i sovrani di Prussia nel XVIII secolo.
La Confederazione livoniana continuò dal canto suo ad esistere fino al 1561, anno in cui Gottardo Kettler convertì lo Stato nel Ducato di Curlandia e Semigallia quando decise anch'egli di abbracciare il protestantesimo.

## Politica

### Ordinamento dello Stato
La posizione dell'ordine religioso in riferimento al Sacro Romano Impero è oggetto di dibattito storiografico. La bolla pontificia di Rieti dichiarava la regione in mano ai teutonici come «libera proprietà dell'ordine e sottoposta alla sola autorità della Santa Sede».
Nella bolla di Rimini, l'imperatore Federico II garantì al Gran maestro e ai suoi successori la sovranità dello Stato monastico, la quale «avrebbe consentito di esercitare il potere nei paesi sotto la loro gestione meglio di qualsiasi principe imperiale». Nei registri ufficiali, importanti fonti d'informazione per quanto riguarda la gestione amministrativa del Sacro Romano Impero, figurano solo il baliato tedesco sudoccidentale e il maestro tedesco responsabili dei possedimenti locali.
Allo stesso modo della Livonia, anche in Prussia le funzioni politiche vennero inizialmente esercitate da un Landmeister della branca dei teutonici nominato da un consiglio dell'ordine religioso. Dopo che la sede del Gran maestro fu trasferita a Marienburg nel 1309 e poi divenuta stabile nel 1324, il Gran maestro divenne di fatto la figura principale nel quadro gerarchico della Prussia.
Allo stesso tempo, la nobiltà terriera di discendenza prussiana, tedesca e polacca rivestì un ruolo di spessore. Insieme ai commercianti delle città, essa combatté per un parlamento statale regolare e per la partecipazione al governo dello stato nel 1422.

### Organizzazione interna
Lo scopo originale dell'ordine risiedeva nel fornire servizio ospedaliero ai cristiani, un aspetto a sua volta derivato dal monachesimo e intensificato dalla congregazione cluniacense: inoltre, non mancava il voto alla rinuncia e alla povertà.
Per quanto riguarda la struttura gerarchica, i membri dell'ordine e conseguentemente dello Stato monastico si dividevano sostanzialmente in laici e uomini di chiesa:
|                                                  |                                                  |                                                  |                                                  | Laici                                            | Laici                                            | Laici  | Laici  | Laici                                       | Laici                                       |                                             |                                             | Membri a pieno titolo                       | Membri a pieno titolo                       | Membri a pieno titolo | Membri a pieno titolo | Membri a pieno titolo | Membri a pieno titolo |           |           | Clero     | Clero     | Clero    | Clero    | Clero                            | Clero                            |                                  |                                  |                                  |                                  |  |  |  |  |  |  |  |  |  |  |  |  |  |  |  |  |  |  |  |  |  |  |  |  |
|                                                  |                                                  |                                                  |                                                  | Laici                                            | Laici                                            | Laici  | Laici  | Laici                                       | Laici                                       |                                             |                                             | Membri a pieno titolo                       | Membri a pieno titolo                       | Membri a pieno titolo | Membri a pieno titolo | Membri a pieno titolo | Membri a pieno titolo |           |           | Clero     | Clero     | Clero    | Clero    | Clero                            | Clero                            |                                  |                                  |                                  |                                  |  |  |  |  |  |  |  |  |  |  |  |  |  |  |  |  |  |  |  |  |  |  |  |  |
|                                                  |                                                  |                                                  |                                                  |                                                  |                                                  |        |        |                                             |                                             |                                             |                                             |                                             |                                             |                       |                       |                       |                       |           |           |           |           |          |          |                                  |                                  |                                  |                                  |                                  |                                  |  |  |  |  |  |  |  |  |  |  |  |  |  |  |  |  |  |  |  |  |  |  |  |  |
|                                                  |                                                  |                                                  |                                                  |                                                  |                                                  |        |        |                                             |                                             |                                             |                                             |                                             |                                             |                       |                       |                       |                       |           |           |           |           |          |          |                                  |                                  |                                  |                                  |                                  |                                  |  |  |  |  |  |  |  |  |  |  |  |  |  |  |  |  |  |  |  |  |  |  |  |  |
| Cavalieri dal mantello bianco (Gegürtete Ritter) | Cavalieri dal mantello bianco (Gegürtete Ritter) | Cavalieri dal mantello bianco (Gegürtete Ritter) | Cavalieri dal mantello bianco (Gegürtete Ritter) | Cavalieri dal mantello bianco (Gegürtete Ritter) | Cavalieri dal mantello bianco (Gegürtete Ritter) |        |        | Cavalieri dal mantello grigio/Semi-fratelli | Cavalieri dal mantello grigio/Semi-fratelli | Cavalieri dal mantello grigio/Semi-fratelli | Cavalieri dal mantello grigio/Semi-fratelli | Cavalieri dal mantello grigio/Semi-fratelli | Cavalieri dal mantello grigio/Semi-fratelli |                       |                       | Sacerdote             | Sacerdote             | Sacerdote | Sacerdote | Sacerdote | Sacerdote |          |          | Chierico (senza oneri specifici) | Chierico (senza oneri specifici) | Chierico (senza oneri specifici) | Chierico (senza oneri specifici) | Chierico (senza oneri specifici) | Chierico (senza oneri specifici) |  |  |  |  |  |  |  |  |  |  |  |  |  |  |  |  |  |  |  |  |  |  |  |  |
| Cavalieri dal mantello bianco (Gegürtete Ritter) | Cavalieri dal mantello bianco (Gegürtete Ritter) | Cavalieri dal mantello bianco (Gegürtete Ritter) | Cavalieri dal mantello bianco (Gegürtete Ritter) | Cavalieri dal mantello bianco (Gegürtete Ritter) | Cavalieri dal mantello bianco (Gegürtete Ritter) |        |        | Cavalieri dal mantello grigio/Semi-fratelli | Cavalieri dal mantello grigio/Semi-fratelli | Cavalieri dal mantello grigio/Semi-fratelli | Cavalieri dal mantello grigio/Semi-fratelli | Cavalieri dal mantello grigio/Semi-fratelli | Cavalieri dal mantello grigio/Semi-fratelli |                       |                       | Sacerdote             | Sacerdote             | Sacerdote | Sacerdote | Sacerdote | Sacerdote |          |          | Chierico (senza oneri specifici) | Chierico (senza oneri specifici) | Chierico (senza oneri specifici) | Chierico (senza oneri specifici) | Chierico (senza oneri specifici) | Chierico (senza oneri specifici) |  |  |  |  |  |  |  |  |  |  |  |  |  |  |  |  |  |  |  |  |  |  |  |  |
|                                                  |                                                  |                                                  |                                                  |                                                  |                                                  |        |        |                                             |                                             |                                             |                                             | Altri membri                                |                                             |                       |                       |                       |                       |           |           |           |           |          |          |                                  |                                  |                                  |                                  |                                  |                                  |  |  |  |  |  |  |  |  |  |  |  |  |  |  |  |  |  |  |  |  |  |  |  |  |
|                                                  |                                                  |                                                  |                                                  |                                                  |                                                  |        |        |                                             |                                             |                                             |                                             |                                             |                                             |                       |                       |                       |                       |           |           |           |           |          |          |                                  |                                  |                                  |                                  |                                  |                                  |  |  |  |  |  |  |  |  |  |  |  |  |  |  |  |  |  |  |  |  |  |  |  |  |
|                                                  |                                                  |                                                  |                                                  |                                                  |                                                  |        |        |                                             |                                             |                                             |                                             |                                             |                                             |                       |                       |                       |                       |           |           |           |           |          |          |                                  |                                  |                                  |                                  |                                  |                                  |  |  |  |  |  |  |  |  |  |  |  |  |  |  |  |  |  |  |  |  |  |  |  |  |
| Assistenti dei fratelli (accoliti)               | Assistenti dei fratelli (accoliti)               | Assistenti dei fratelli (accoliti)               | Assistenti dei fratelli (accoliti)               | Assistenti dei fratelli (accoliti)               | Assistenti dei fratelli (accoliti)               |        |        | Braccianti (Servientes)                     | Braccianti (Servientes)                     | Braccianti (Servientes)                     | Braccianti (Servientes)                     | Braccianti (Servientes)                     | Braccianti (Servientes)                     |                       |                       | Suore                 | Suore                 | Suore     | Suore     | Suore     | Suore     |          |          | Halbschwestern                   | Halbschwestern                   | Halbschwestern                   | Halbschwestern                   | Halbschwestern                   | Halbschwestern                   |  |  |  |  |  |  |  |  |  |  |  |  |  |  |  |  |  |  |  |  |  |  |  |  |
| Assistenti dei fratelli (accoliti)               | Assistenti dei fratelli (accoliti)               | Assistenti dei fratelli (accoliti)               | Assistenti dei fratelli (accoliti)               | Assistenti dei fratelli (accoliti)               | Assistenti dei fratelli (accoliti)               |        |        | Braccianti (Servientes)                     | Braccianti (Servientes)                     | Braccianti (Servientes)                     | Braccianti (Servientes)                     | Braccianti (Servientes)                     | Braccianti (Servientes)                     |                       |                       | Suore                 | Suore                 | Suore     | Suore     | Suore     | Suore     |          |          | Halbschwestern                   | Halbschwestern                   | Halbschwestern                   | Halbschwestern                   | Halbschwestern                   | Halbschwestern                   |  |  |  |  |  |  |  |  |  |  |  |  |  |  |  |  |  |  |  |  |  |  |  |  |
|                                                  |                                                  |                                                  |                                                  | Novizi                                           | Novizi                                           | Novizi | Novizi | Novizi                                      | Novizi                                      |                                             |                                             |                                             |                                             |                       |                       |                       |                       |           |           | Studenti  | Studenti  | Studenti | Studenti | Studenti                         | Studenti                         |                                  |                                  |                                  |                                  |  |  |  |  |  |  |  |  |  |  |  |  |  |  |  |  |  |  |  |  |  |  |  |  |
|                                                  |                                                  |                                                  |                                                  | Novizi                                           | Novizi                                           | Novizi | Novizi | Novizi                                      | Novizi                                      |                                             |                                             |                                             |                                             |                       |                       |                       |                       |           |           | Studenti  | Studenti  | Studenti | Studenti | Studenti                         | Studenti                         |                                  |                                  |                                  |                                  |  |  |  |  |  |  |  |  |  |  |  |  |  |  |  |  |  |  |  |  |  |  |  |  |

Ad eccezione di alcuni specifici uffici, le strutture organizzative dell'ordine teutonico e dello Stato monastico erano identiche:
|                                                      |                                                      |                                                      |                                                      | Consigliere                                          | Consigliere                                          | Consigliere                         | Consigliere                         | Consigliere                                        | Consigliere                                        |                                                    |                                                    | Hochmeister                                        | Hochmeister                                        | Hochmeister                           | Hochmeister                           | Hochmeister                                        | Hochmeister                                        |                                                    |                                                    | Ufficiale del Gran maestro                         | Ufficiale del Gran maestro                         | Ufficiale del Gran maestro           | Ufficiale del Gran maestro           | Ufficiale del Gran maestro                         | Ufficiale del Gran maestro                         |                                                    |                                                    |                                                    |                                                    |                                    |                                    |                                                                          |                                                                          |                                                                          |                                                                          |                                                                          |                                                                          |                                    |                                    |                                    |                                    |                |                |                |                |  |  |  |  |  |  |  |  |  |  |  |  |  |  |  |  |  |  |  |  |  |  |  |  |  |  |  |  |  |  |  |  |  |  |  |  |
|                                                      |                                                      |                                                      |                                                      | Consigliere                                          | Consigliere                                          | Consigliere                         | Consigliere                         | Consigliere                                        | Consigliere                                        |                                                    |                                                    | Hochmeister                                        | Hochmeister                                        | Hochmeister                           | Hochmeister                           | Hochmeister                                        | Hochmeister                                        |                                                    |                                                    | Ufficiale del Gran maestro                         | Ufficiale del Gran maestro                         | Ufficiale del Gran maestro           | Ufficiale del Gran maestro           | Ufficiale del Gran maestro                         | Ufficiale del Gran maestro                         |                                                    |                                                    |                                                    |                                                    |                                    |                                    |                                                                          |                                                                          |                                                                          |                                                                          |                                                                          |                                                                          |                                    |                                    |                                    |                                    |                |                |                |                |  |  |  |  |  |  |  |  |  |  |  |  |  |  |  |  |  |  |  |  |  |  |  |  |  |  |  |  |  |  |  |  |  |  |  |  |
|                                                      |                                                      |                                                      |                                                      |                                                      |                                                      |                                     |                                     |                                                    |                                                    |                                                    |                                                    |                                                    |                                                    |                                       |                                       |                                                    |                                                    |                                                    |                                                    |                                                    |                                                    |                                      |                                      |                                                    |                                                    |                                                    |                                                    |                                                    |                                                    |                                    |                                    |                                                                          |                                                                          |                                                                          |                                                                          |                                                                          |                                                                          |                                    |                                    |                                    |                                    |                |                |                |                |  |  |  |  |  |  |  |  |  |  |  |  |  |  |  |  |  |  |  |  |  |  |  |  |  |  |  |  |  |  |  |  |  |  |  |  |
|                                                      |                                                      |                                                      |                                                      |                                                      |                                                      |                                     |                                     |                                                    |                                                    |                                                    |                                                    |                                                    |                                                    |                                       |                                       |                                                    |                                                    |                                                    |                                                    |                                                    |                                                    |                                      |                                      |                                                    |                                                    |                                                    |                                                    |                                                    |                                                    |                                    |                                    |                                                                          |                                                                          |                                                                          |                                                                          |                                                                          |                                                                          |                                    |                                    |                                    |                                    |                |                |                |                |  |  |  |  |  |  |  |  |  |  |  |  |  |  |  |  |  |  |  |  |  |  |  |  |  |  |  |  |  |  |  |  |  |  |  |  |
| Gran commendatore (Magnus Commendator) di Marienburg | Gran commendatore (Magnus Commendator) di Marienburg | Gran commendatore (Magnus Commendator) di Marienburg | Gran commendatore (Magnus Commendator) di Marienburg | Gran commendatore (Magnus Commendator) di Marienburg | Gran commendatore (Magnus Commendator) di Marienburg |                                     |                                     | Maresciallo (Summus Marescalcus) di Königsberg     | Maresciallo (Summus Marescalcus) di Königsberg     | Maresciallo (Summus Marescalcus) di Königsberg     | Maresciallo (Summus Marescalcus) di Königsberg     | Maresciallo (Summus Marescalcus) di Königsberg     | Maresciallo (Summus Marescalcus) di Königsberg     |                                       |                                       | Großspittler (Summus Hospitalarius) di Elbing      | Großspittler (Summus Hospitalarius) di Elbing      | Großspittler (Summus Hospitalarius) di Elbing      | Großspittler (Summus Hospitalarius) di Elbing      | Großspittler (Summus Hospitalarius) di Elbing      | Großspittler (Summus Hospitalarius) di Elbing      |                                      |                                      | Gran tesoriere (Summus Thesaurarius) di Marienburg | Gran tesoriere (Summus Thesaurarius) di Marienburg | Gran tesoriere (Summus Thesaurarius) di Marienburg | Gran tesoriere (Summus Thesaurarius) di Marienburg | Gran tesoriere (Summus Thesaurarius) di Marienburg | Gran tesoriere (Summus Thesaurarius) di Marienburg |                                    |                                    | Responsabile degli approvvigionamenti (Summus Trappearius) di Cristburgo | Responsabile degli approvvigionamenti (Summus Trappearius) di Cristburgo | Responsabile degli approvvigionamenti (Summus Trappearius) di Cristburgo | Responsabile degli approvvigionamenti (Summus Trappearius) di Cristburgo | Responsabile degli approvvigionamenti (Summus Trappearius) di Cristburgo | Responsabile degli approvvigionamenti (Summus Trappearius) di Cristburgo |                                    |                                    |                                    |                                    |                |                |                |                |  |  |  |  |  |  |  |  |  |  |  |  |  |  |  |  |  |  |  |  |  |  |  |  |  |  |  |  |  |  |  |  |  |  |  |  |
| Gran commendatore (Magnus Commendator) di Marienburg | Gran commendatore (Magnus Commendator) di Marienburg | Gran commendatore (Magnus Commendator) di Marienburg | Gran commendatore (Magnus Commendator) di Marienburg | Gran commendatore (Magnus Commendator) di Marienburg | Gran commendatore (Magnus Commendator) di Marienburg |                                     |                                     | Maresciallo (Summus Marescalcus) di Königsberg     | Maresciallo (Summus Marescalcus) di Königsberg     | Maresciallo (Summus Marescalcus) di Königsberg     | Maresciallo (Summus Marescalcus) di Königsberg     | Maresciallo (Summus Marescalcus) di Königsberg     | Maresciallo (Summus Marescalcus) di Königsberg     |                                       |                                       | Großspittler (Summus Hospitalarius) di Elbing      | Großspittler (Summus Hospitalarius) di Elbing      | Großspittler (Summus Hospitalarius) di Elbing      | Großspittler (Summus Hospitalarius) di Elbing      | Großspittler (Summus Hospitalarius) di Elbing      | Großspittler (Summus Hospitalarius) di Elbing      |                                      |                                      | Gran tesoriere (Summus Thesaurarius) di Marienburg | Gran tesoriere (Summus Thesaurarius) di Marienburg | Gran tesoriere (Summus Thesaurarius) di Marienburg | Gran tesoriere (Summus Thesaurarius) di Marienburg | Gran tesoriere (Summus Thesaurarius) di Marienburg | Gran tesoriere (Summus Thesaurarius) di Marienburg |                                    |                                    | Responsabile degli approvvigionamenti (Summus Trappearius) di Cristburgo | Responsabile degli approvvigionamenti (Summus Trappearius) di Cristburgo | Responsabile degli approvvigionamenti (Summus Trappearius) di Cristburgo | Responsabile degli approvvigionamenti (Summus Trappearius) di Cristburgo | Responsabile degli approvvigionamenti (Summus Trappearius) di Cristburgo | Responsabile degli approvvigionamenti (Summus Trappearius) di Cristburgo |                                    |                                    |                                    |                                    |                |                |                |                |  |  |  |  |  |  |  |  |  |  |  |  |  |  |  |  |  |  |  |  |  |  |  |  |  |  |  |  |  |  |  |  |  |  |  |  |
|                                                      |                                                      |                                                      |                                                      |                                                      |                                                      |                                     |                                     |                                                    |                                                    |                                                    |                                                    |                                                    |                                                    |                                       |                                       |                                                    |                                                    |                                                    |                                                    |                                                    |                                                    |                                      |                                      |                                                    |                                                    |                                                    |                                                    |                                                    |                                                    |                                    |                                    |                                                                          |                                                                          |                                                                          |                                                                          |                                                                          |                                                                          |                                    |                                    |                                    |                                    |                |                |                |                |  |  |  |  |  |  |  |  |  |  |  |  |  |  |  |  |  |  |  |  |  |  |  |  |  |  |  |  |  |  |  |  |  |  |  |  |
|                                                      |                                                      |                                                      |                                                      |                                                      |                                                      |                                     |                                     |                                                    |                                                    |                                                    |                                                    |                                                    |                                                    |                                       |                                       |                                                    |                                                    |                                                    |                                                    |                                                    |                                                    |                                      |                                      |                                                    |                                                    |                                                    |                                                    |                                                    |                                                    |                                    |                                    |                                                                          |                                                                          |                                                                          |                                                                          |                                                                          |                                                                          |                                    |                                    |                                    |                                    |                |                |                |                |  |  |  |  |  |  |  |  |  |  |  |  |  |  |  |  |  |  |  |  |  |  |  |  |  |  |  |  |  |  |  |  |  |  |  |  |
|                                                      |                                                      |                                                      |                                                      |                                                      |                                                      |                                     |                                     |                                                    |                                                    |                                                    |                                                    |                                                    |                                                    |                                       |                                       |                                                    |                                                    |                                                    |                                                    |                                                    |                                                    |                                      |                                      |                                                    |                                                    |                                                    |                                                    |                                                    |                                                    |                                    |                                    |                                                                          |                                                                          |                                                                          |                                                                          |                                                                          |                                                                          |                                    |                                    |                                    |                                    |                |                |                |                |  |  |  |  |  |  |  |  |  |  |  |  |  |  |  |  |  |  |  |  |  |  |  |  |  |  |  |  |  |  |  |  |  |  |  |  |
|                                                      |                                                      |                                                      |                                                      | Deutschmeister (Magister Germaniae)                  | Deutschmeister (Magister Germaniae)                  | Deutschmeister (Magister Germaniae) | Deutschmeister (Magister Germaniae) | Deutschmeister (Magister Germaniae)                | Deutschmeister (Magister Germaniae)                |                                                    |                                                    |                                                    |                                                    |                                       |                                       |                                                    |                                                    |                                                    |                                                    |                                                    |                                                    |                                      |                                      | Landmeister in Livonia (Magister Livoniae)         | Landmeister in Livonia (Magister Livoniae)         | Landmeister in Livonia (Magister Livoniae)         | Landmeister in Livonia (Magister Livoniae)         | Landmeister in Livonia (Magister Livoniae)         | Landmeister in Livonia (Magister Livoniae)         |                                    |                                    |                                                                          |                                                                          |                                                                          |                                                                          |                                                                          |                                                                          |                                    |                                    |                                    |                                    |                |                |                |                |  |  |  |  |  |  |  |  |  |  |  |  |  |  |  |  |  |  |  |  |  |  |  |  |  |  |  |  |  |  |  |  |  |  |  |  |
|                                                      |                                                      |                                                      |                                                      | Deutschmeister (Magister Germaniae)                  | Deutschmeister (Magister Germaniae)                  | Deutschmeister (Magister Germaniae) | Deutschmeister (Magister Germaniae) | Deutschmeister (Magister Germaniae)                | Deutschmeister (Magister Germaniae)                |                                                    |                                                    |                                                    |                                                    |                                       |                                       |                                                    |                                                    |                                                    |                                                    |                                                    |                                                    |                                      |                                      | Landmeister in Livonia (Magister Livoniae)         | Landmeister in Livonia (Magister Livoniae)         | Landmeister in Livonia (Magister Livoniae)         | Landmeister in Livonia (Magister Livoniae)         | Landmeister in Livonia (Magister Livoniae)         | Landmeister in Livonia (Magister Livoniae)         |                                    |                                    |                                                                          |                                                                          |                                                                          |                                                                          |                                                                          |                                                                          |                                    |                                    |                                    |                                    |                |                |                |                |  |  |  |  |  |  |  |  |  |  |  |  |  |  |  |  |  |  |  |  |  |  |  |  |  |  |  |  |  |  |  |  |  |  |  |  |
|                                                      |                                                      |                                                      |                                                      |                                                      |                                                      |                                     |                                     |                                                    |                                                    |                                                    |                                                    |                                                    |                                                    |                                       |                                       |                                                    |                                                    |                                                    |                                                    |                                                    |                                                    |                                      |                                      |                                                    |                                                    |                                                    |                                                    |                                                    |                                                    |                                    |                                    |                                                                          |                                                                          |                                                                          |                                                                          |                                                                          |                                                                          |                                    |                                    |                                    |                                    |                |                |                |                |  |  |  |  |  |  |  |  |  |  |  |  |  |  |  |  |  |  |  |  |  |  |  |  |  |  |  |  |  |  |  |  |  |  |  |  |
|                                                      |                                                      |                                                      |                                                      | Bailati                                              | Bailati                                              | Bailati                             | Bailati                             | Bailati                                            | Bailati                                            |                                                    |                                                    |                                                    |                                                    |                                       |                                       |                                                    |                                                    |                                                    |                                                    | Commende (Livonia)                                 | Commende (Livonia)                                 | Commende (Livonia)                   | Commende (Livonia)                   | Commende (Livonia)                                 | Commende (Livonia)                                 |                                                    |                                                    | Bailati (Livonia)                                  | Bailati (Livonia)                                  | Bailati (Livonia)                  | Bailati (Livonia)                  | Bailati (Livonia)                                                        | Bailati (Livonia)                                                        |                                                                          |                                                                          |                                                                          |                                                                          |                                    |                                    |                                    |                                    |                |                |                |                |  |  |  |  |  |  |  |  |  |  |  |  |  |  |  |  |  |  |  |  |  |  |  |  |  |  |  |  |  |  |  |  |  |  |  |  |
|                                                      |                                                      |                                                      |                                                      | Bailati                                              | Bailati                                              | Bailati                             | Bailati                             | Bailati                                            | Bailati                                            |                                                    |                                                    |                                                    |                                                    |                                       |                                       |                                                    |                                                    |                                                    |                                                    | Commende (Livonia)                                 | Commende (Livonia)                                 | Commende (Livonia)                   | Commende (Livonia)                   | Commende (Livonia)                                 | Commende (Livonia)                                 |                                                    |                                                    | Bailati (Livonia)                                  | Bailati (Livonia)                                  | Bailati (Livonia)                  | Bailati (Livonia)                  | Bailati (Livonia)                                                        | Bailati (Livonia)                                                        |                                                                          |                                                                          |                                                                          |                                                                          |                                    |                                    |                                    |                                    |                |                |                |                |  |  |  |  |  |  |  |  |  |  |  |  |  |  |  |  |  |  |  |  |  |  |  |  |  |  |  |  |  |  |  |  |  |  |  |  |
|                                                      |                                                      |                                                      |                                                      |                                                      |                                                      |                                     |                                     | Grande amministratore (Großschäffer) di Marienburg | Grande amministratore (Großschäffer) di Marienburg | Grande amministratore (Großschäffer) di Marienburg | Grande amministratore (Großschäffer) di Marienburg | Grande amministratore (Großschäffer) di Marienburg | Grande amministratore (Großschäffer) di Marienburg |                                       |                                       | Grande amministratore (Großschäffer) di Königsberg | Grande amministratore (Großschäffer) di Königsberg | Grande amministratore (Großschäffer) di Königsberg | Grande amministratore (Großschäffer) di Königsberg | Grande amministratore (Großschäffer) di Königsberg | Grande amministratore (Großschäffer) di Königsberg |                                      |                                      |                                                    |                                                    |                                                    |                                                    |                                                    |                                                    |                                    |                                    |                                                                          |                                                                          |                                                                          |                                                                          |                                                                          |                                                                          |                                    |                                    |                                    |                                    |                |                |                |                |  |  |  |  |  |  |  |  |  |  |  |  |  |  |  |  |  |  |  |  |  |  |  |  |  |  |  |  |  |  |  |  |  |  |  |  |
|                                                      |                                                      |                                                      |                                                      |                                                      |                                                      |                                     |                                     | Grande amministratore (Großschäffer) di Marienburg | Grande amministratore (Großschäffer) di Marienburg | Grande amministratore (Großschäffer) di Marienburg | Grande amministratore (Großschäffer) di Marienburg | Grande amministratore (Großschäffer) di Marienburg | Grande amministratore (Großschäffer) di Marienburg |                                       |                                       | Grande amministratore (Großschäffer) di Königsberg | Grande amministratore (Großschäffer) di Königsberg | Grande amministratore (Großschäffer) di Königsberg | Grande amministratore (Großschäffer) di Königsberg | Grande amministratore (Großschäffer) di Königsberg | Grande amministratore (Großschäffer) di Königsberg |                                      |                                      |                                                    |                                                    |                                                    |                                                    |                                                    |                                                    |                                    |                                    |                                                                          |                                                                          |                                                                          |                                                                          |                                                                          |                                                                          |                                    |                                    |                                    |                                    |                |                |                |                |  |  |  |  |  |  |  |  |  |  |  |  |  |  |  |  |  |  |  |  |  |  |  |  |  |  |  |  |  |  |  |  |  |  |  |  |
|                                                      |                                                      |                                                      |                                                      |                                                      |                                                      |                                     |                                     |                                                    |                                                    |                                                    |                                                    |                                                    |                                                    |                                       |                                       |                                                    |                                                    |                                                    |                                                    |                                                    |                                                    |                                      |                                      |                                                    |                                                    |                                                    |                                                    |                                                    |                                                    |                                    |                                    |                                                                          |                                                                          |                                                                          |                                                                          |                                                                          |                                                                          |                                    |                                    |                                    |                                    |                |                |                |                |  |  |  |  |  |  |  |  |  |  |  |  |  |  |  |  |  |  |  |  |  |  |  |  |  |  |  |  |  |  |  |  |  |  |  |  |
|                                                      |                                                      |                                                      |                                                      |                                                      |                                                      |                                     |                                     | Maestro d'ambra (Bernsteinmeister) di Lochstädt    | Maestro d'ambra (Bernsteinmeister) di Lochstädt    | Maestro d'ambra (Bernsteinmeister) di Lochstädt    | Maestro d'ambra (Bernsteinmeister) di Lochstädt    | Maestro d'ambra (Bernsteinmeister) di Lochstädt    | Maestro d'ambra (Bernsteinmeister) di Lochstädt    |                                       |                                       | Maestro doganale (Pfundmeister) di Danzica         | Maestro doganale (Pfundmeister) di Danzica         | Maestro doganale (Pfundmeister) di Danzica         | Maestro doganale (Pfundmeister) di Danzica         | Maestro doganale (Pfundmeister) di Danzica         | Maestro doganale (Pfundmeister) di Danzica         |                                      |                                      |                                                    |                                                    |                                                    |                                                    |                                                    |                                                    |                                    |                                    |                                                                          |                                                                          |                                                                          |                                                                          |                                                                          |                                                                          |                                    |                                    |                                    |                                    |                |                |                |                |  |  |  |  |  |  |  |  |  |  |  |  |  |  |  |  |  |  |  |  |  |  |  |  |  |  |  |  |  |  |  |  |  |  |  |  |
|                                                      |                                                      |                                                      |                                                      |                                                      |                                                      |                                     |                                     | Maestro d'ambra (Bernsteinmeister) di Lochstädt    | Maestro d'ambra (Bernsteinmeister) di Lochstädt    | Maestro d'ambra (Bernsteinmeister) di Lochstädt    | Maestro d'ambra (Bernsteinmeister) di Lochstädt    | Maestro d'ambra (Bernsteinmeister) di Lochstädt    | Maestro d'ambra (Bernsteinmeister) di Lochstädt    |                                       |                                       | Maestro doganale (Pfundmeister) di Danzica         | Maestro doganale (Pfundmeister) di Danzica         | Maestro doganale (Pfundmeister) di Danzica         | Maestro doganale (Pfundmeister) di Danzica         | Maestro doganale (Pfundmeister) di Danzica         | Maestro doganale (Pfundmeister) di Danzica         |                                      |                                      |                                                    |                                                    |                                                    |                                                    |                                                    |                                                    |                                    |                                    |                                                                          |                                                                          |                                                                          |                                                                          |                                                                          |                                                                          |                                    |                                    |                                    |                                    |                |                |                |                |  |  |  |  |  |  |  |  |  |  |  |  |  |  |  |  |  |  |  |  |  |  |  |  |  |  |  |  |  |  |  |  |  |  |  |  |
|                                                      |                                                      |                                                      |                                                      |                                                      |                                                      |                                     |                                     |                                                    |                                                    |                                                    |                                                    |                                                    |                                                    |                                       |                                       |                                                    |                                                    |                                                    |                                                    |                                                    |                                                    |                                      |                                      |                                                    |                                                    |                                                    |                                                    |                                                    |                                                    |                                    |                                    |                                                                          |                                                                          |                                                                          |                                                                          |                                                                          |                                                                          |                                    |                                    |                                    |                                    |                |                |                |                |  |  |  |  |  |  |  |  |  |  |  |  |  |  |  |  |  |  |  |  |  |  |  |  |  |  |  |  |  |  |  |  |  |  |  |  |
|                                                      |                                                      |                                                      |                                                      |                                                      |                                                      |                                     |                                     |                                                    |                                                    |                                                    |                                                    |                                                    |                                                    |                                       |                                       |                                                    |                                                    |                                                    |                                                    |                                                    |                                                    |                                      |                                      |                                                    |                                                    |                                                    |                                                    |                                                    |                                                    |                                    |                                    |                                                                          |                                                                          |                                                                          |                                                                          |                                                                          |                                                                          |                                    |                                    |                                    |                                    |                |                |                |                |  |  |  |  |  |  |  |  |  |  |  |  |  |  |  |  |  |  |  |  |  |  |  |  |  |  |  |  |  |  |  |  |  |  |  |  |
| Commendatore (Komtur) di Ragnit                      | Commendatore (Komtur) di Ragnit                      | Commendatore (Komtur) di Ragnit                      | Commendatore (Komtur) di Ragnit                      | Commendatore (Komtur) di Ragnit                      | Commendatore (Komtur) di Ragnit                      |                                     |                                     | Komtur di Königsberg                               | Komtur di Königsberg                               | Komtur di Königsberg                               | Komtur di Königsberg                               | Komtur di Königsberg                               | Komtur di Königsberg                               |                                       |                                       | Komtur di Elbing                                   | Komtur di Elbing                                   | Komtur di Elbing                                   | Komtur di Elbing                                   | Komtur di Elbing                                   | Komtur di Elbing                                   |                                      |                                      | Komtur di Balga                                    | Komtur di Balga                                    | Komtur di Balga                                    | Komtur di Balga                                    | Komtur di Balga                                    | Komtur di Balga                                    |                                    |                                    | Komtur di Danzica                                                        | Komtur di Danzica                                                        | Komtur di Danzica                                                        | Komtur di Danzica                                                        | Komtur di Danzica                                                        | Komtur di Danzica                                                        |                                    |                                    | Altre commende                     | Altre commende                     | Altre commende | Altre commende | Altre commende | Altre commende |  |  |  |  |  |  |  |  |  |  |  |  |  |  |  |  |  |  |  |  |  |  |  |  |  |  |  |  |  |  |  |  |  |  |  |  |
| Commendatore (Komtur) di Ragnit                      | Commendatore (Komtur) di Ragnit                      | Commendatore (Komtur) di Ragnit                      | Commendatore (Komtur) di Ragnit                      | Commendatore (Komtur) di Ragnit                      | Commendatore (Komtur) di Ragnit                      |                                     |                                     | Komtur di Königsberg                               | Komtur di Königsberg                               | Komtur di Königsberg                               | Komtur di Königsberg                               | Komtur di Königsberg                               | Komtur di Königsberg                               |                                       |                                       | Komtur di Elbing                                   | Komtur di Elbing                                   | Komtur di Elbing                                   | Komtur di Elbing                                   | Komtur di Elbing                                   | Komtur di Elbing                                   |                                      |                                      | Komtur di Balga                                    | Komtur di Balga                                    | Komtur di Balga                                    | Komtur di Balga                                    | Komtur di Balga                                    | Komtur di Balga                                    |                                    |                                    | Komtur di Danzica                                                        | Komtur di Danzica                                                        | Komtur di Danzica                                                        | Komtur di Danzica                                                        | Komtur di Danzica                                                        | Komtur di Danzica                                                        |                                    |                                    | Altre commende                     | Altre commende                     | Altre commende | Altre commende | Altre commende | Altre commende |  |  |  |  |  |  |  |  |  |  |  |  |  |  |  |  |  |  |  |  |  |  |  |  |  |  |  |  |  |  |  |  |  |  |  |  |
|                                                      |                                                      |                                                      |                                                      |                                                      |                                                      |                                     |                                     |                                                    |                                                    |                                                    |                                                    |                                                    |                                                    |                                       |                                       |                                                    |                                                    |                                                    |                                                    |                                                    |                                                    |                                      |                                      |                                                    |                                                    |                                                    |                                                    |                                                    |                                                    |                                    |                                    |                                                                          |                                                                          |                                                                          |                                                                          |                                                                          |                                                                          |                                    |                                    |                                    |                                    |                |                |                |                |  |  |  |  |  |  |  |  |  |  |  |  |  |  |  |  |  |  |  |  |  |  |  |  |  |  |  |  |  |  |  |  |  |  |  |  |
| Responsabile della sede della commenda (Hauskomtur)  | Responsabile della sede della commenda (Hauskomtur)  | Responsabile della sede della commenda (Hauskomtur)  | Responsabile della sede della commenda (Hauskomtur)  | Responsabile della sede della commenda (Hauskomtur)  | Responsabile della sede della commenda (Hauskomtur)  |                                     |                                     | Supervisore degli ospedali (Pfleger)               | Supervisore degli ospedali (Pfleger)               | Supervisore degli ospedali (Pfleger)               | Supervisore degli ospedali (Pfleger)               | Supervisore degli ospedali (Pfleger)               | Supervisore degli ospedali (Pfleger)               |                                       |                                       | Vogt                                               | Vogt                                               | Vogt                                               | Vogt                                               | Vogt                                               | Vogt                                               |                                      |                                      |                                                    |                                                    |                                                    |                                                    |                                                    |                                                    |                                    |                                    |                                                                          |                                                                          |                                                                          |                                                                          |                                                                          |                                                                          |                                    |                                    |                                    |                                    |                |                |                |                |  |  |  |  |  |  |  |  |  |  |  |  |  |  |  |  |  |  |  |  |  |  |  |  |  |  |  |  |  |  |  |  |  |  |  |  |
| Responsabile della sede della commenda (Hauskomtur)  | Responsabile della sede della commenda (Hauskomtur)  | Responsabile della sede della commenda (Hauskomtur)  | Responsabile della sede della commenda (Hauskomtur)  | Responsabile della sede della commenda (Hauskomtur)  | Responsabile della sede della commenda (Hauskomtur)  |                                     |                                     | Supervisore degli ospedali (Pfleger)               | Supervisore degli ospedali (Pfleger)               | Supervisore degli ospedali (Pfleger)               | Supervisore degli ospedali (Pfleger)               | Supervisore degli ospedali (Pfleger)               | Supervisore degli ospedali (Pfleger)               |                                       |                                       | Vogt                                               | Vogt                                               | Vogt                                               | Vogt                                               | Vogt                                               | Vogt                                               |                                      |                                      |                                                    |                                                    |                                                    |                                                    |                                                    |                                                    |                                    |                                    |                                                                          |                                                                          |                                                                          |                                                                          |                                                                          |                                                                          |                                    |                                    |                                    |                                    |                |                |                |                |  |  |  |  |  |  |  |  |  |  |  |  |  |  |  |  |  |  |  |  |  |  |  |  |  |  |  |  |  |  |  |  |  |  |  |  |
|                                                      |                                                      |                                                      |                                                      |                                                      |                                                      |                                     |                                     |                                                    |                                                    |                                                    |                                                    |                                                    |                                                    |                                       |                                       |                                                    |                                                    |                                                    |                                                    |                                                    |                                                    |                                      |                                      |                                                    |                                                    |                                                    |                                                    |                                                    |                                                    |                                    |                                    |                                                                          |                                                                          |                                                                          |                                                                          |                                                                          |                                                                          |                                    |                                    |                                    |                                    |                |                |                |                |  |  |  |  |  |  |  |  |  |  |  |  |  |  |  |  |  |  |  |  |  |  |  |  |  |  |  |  |  |  |  |  |  |  |  |  |
| Maestro dei trasporti (Karwansherr)                  | Maestro dei trasporti (Karwansherr)                  | Maestro dei trasporti (Karwansherr)                  | Maestro dei trasporti (Karwansherr)                  | Maestro dei trasporti (Karwansherr)                  | Maestro dei trasporti (Karwansherr)                  | Maestro della caccia (Trappierer)   | Maestro della caccia (Trappierer)   | Maestro della caccia (Trappierer)                  | Maestro della caccia (Trappierer)                  | Maestro della caccia (Trappierer)                  | Maestro della caccia (Trappierer)                  | Maestro delle cantine (Kellermeister)              | Maestro delle cantine (Kellermeister)              | Maestro delle cantine (Kellermeister) | Maestro delle cantine (Kellermeister) | Maestro delle cantine (Kellermeister)              | Maestro delle cantine (Kellermeister)              | Maestro delle cucine (Küchenmeister)               | Maestro delle cucine (Küchenmeister)               | Maestro delle cucine (Küchenmeister)               | Maestro delle cucine (Küchenmeister)               | Maestro delle cucine (Küchenmeister) | Maestro delle cucine (Küchenmeister) | Maestro delle foreste (Forstmeister)               | Maestro delle foreste (Forstmeister)               | Maestro delle foreste (Forstmeister)               | Maestro delle foreste (Forstmeister)               | Maestro delle foreste (Forstmeister)               | Maestro delle foreste (Forstmeister)               | Maestro dei servi (Gesindemeister) | Maestro dei servi (Gesindemeister) | Maestro dei servi (Gesindemeister)                                       | Maestro dei servi (Gesindemeister)                                       | Maestro dei servi (Gesindemeister)                                       | Maestro dei servi (Gesindemeister)                                       | Maestro della pesca (Fischmeister)                                       | Maestro della pesca (Fischmeister)                                       | Maestro della pesca (Fischmeister) | Maestro della pesca (Fischmeister) | Maestro della pesca (Fischmeister) | Maestro della pesca (Fischmeister) |                |                |                |                |  |  |  |  |  |  |  |  |  |  |  |  |  |  |  |  |  |  |  |  |  |  |  |  |  |  |  |  |  |  |  |  |  |  |  |  |

### Suddivisioni amministrative

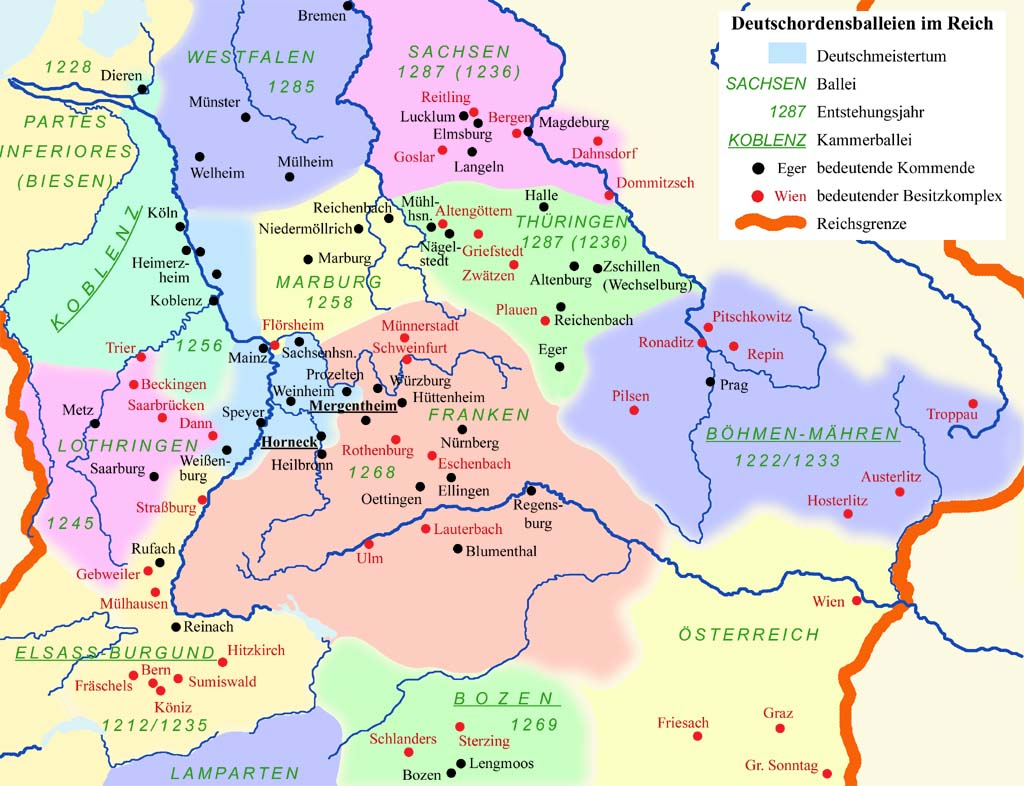
Baulati dei cavalieri teutonici nel Sacro Romano Impero

La celere espansione dell'ordine avvenuta durante la prima metà del XIII secolo lo rese bisognevole di una struttura statale stabile. La scelta ricadde sulla suddivisione di quanto acquisito in regioni per larga parte indipendenti. I tre distretti disegnati furono così ripartiti: uno restò in mano all'ordine di Livonia, uno in mano ai teutonici in Prussia (circa 180000 km² in due), mentre l'ultimo raggruppò tutti i numerosi possedimenti sparsi su tutto il Sacro Romano Impero e presso le coste mediterranee.
In Germania, così come nell'Europa occidentale e meridionale, l'ordine contava svariati enti e funzionari pubblici, oltre a ospedali facenti capo nominalmente a un maestro, solitamente tedesco, eletto dal capitolo dell'ordine. Tale figura, attiva nelle odierne Francia e Germania, era nota come Magister Germaniae. La sede del maestro tedesco era inizialmente il castello di Horneck, dal 1526 Mergentheim.
Per gestire al meglio le aree in mano ai cavalieri, si suddivisero diversi baliati tutti presidiati da un commendatore (Landkomtur):
| Bailati             | Bailati            | Bailati                        | Bailati               | Bailati              | Bailati                               | Bailati                                                 |
| ------------------- | ------------------ | ------------------------------ | --------------------- | -------------------- | ------------------------------------- | ------------------------------------------------------- |
| Puglia (Apulien)    | Armenia (Armenien) | Boemia-Moravia (Böhmen-Mähren) | Adige e Monti (Bozen) | Champagne            | Ramersdorf                            | Alsazia-Borgogna (Elsass-Burgund)                       |
| Franconia (Franken) | Coblenza (Koblenz) | Lombardia (Lamparten)          | Lorena (Lothringen)   | Marburgo (Marburg)   | Austria (Österreich)                  | Partes inferiores (Paesi Bassi, Belgio e Bassa Renania) |
| Romania (Romanien)  | Sassonia (Sachsen) | Sicilia (Sizielien)            | Spagna (Spanien)      | Turingia (Thüringen) | Turingia-Sassonia (Thüringen-Sachsen) | Vestfalia (Westfalen)                                   |

Nel corso del XIV secolo i bailati più ricchi furono sottratti dal controllo dei Deutschmeisters di turno e posti direttamente sotto l'autorità del gran maestro. Ciò avvenne nel 1324 (con riguardo alla Boemia-Moravia, Adige e Monti, Coblenza e Austria) e nel 1388 (Alsazia-Borgogna).

#### Confederazione livoniana

Confederazione livoniana nel 1260

La struttura della Confederazione livoniana, formata da cinque suddivisioni amministrative, risaliva ai trattati firmati dall'arcidiocesi di Riga e i cavalieri portaspada e fu poi di poco modificata dall'ordine teutonico. L'ordine di Livonia condivideva con il clero delle odierne Lettonia ed Estonia il potere su 108500 km² e su circa 650000 abitanti (popolazione stimata nel XVI secolo). La sede del Landmeister, principale autorità dell'ordine religioso cavalleresco, operava a Wenden (oggi Cēsis).
| Ordine teutonico         | 6700 km²  |
| Arcidiocesi di Riga      | 19000 km² |
| Diocesi di Dorpat        | 9600 km²  |
| Diocesi di Ösel-Wiek     | 7600 km²  |
| Diocesi di Curlandia     | 4600 km²  |
| Città mercantile di Riga | 800 km²   |

| Commende | Commende  | Commende   |
| -------- | --------- | ---------- |
| Reval    | Jerwen    | Pernau     |
| Fellin   | Talkhof   | Marienburg |
| Segewold | Dünamünde | Ascheraden |
| Dünaburg | Bauske    | Mitau      |
| Doblen   | Goldingen | Windau     |

| Bailati  | Bailati | Bailati  | Bailati   | Bailati    |
| -------- | ------- | -------- | --------- | ---------- |
| Soneburg | Reval   | Narwa    | Wesenberg | Neuschloss |
| Karkhus  | Selburg | Rositten | Kandau    | Grobin     |

#### Possedimenti in Prussia

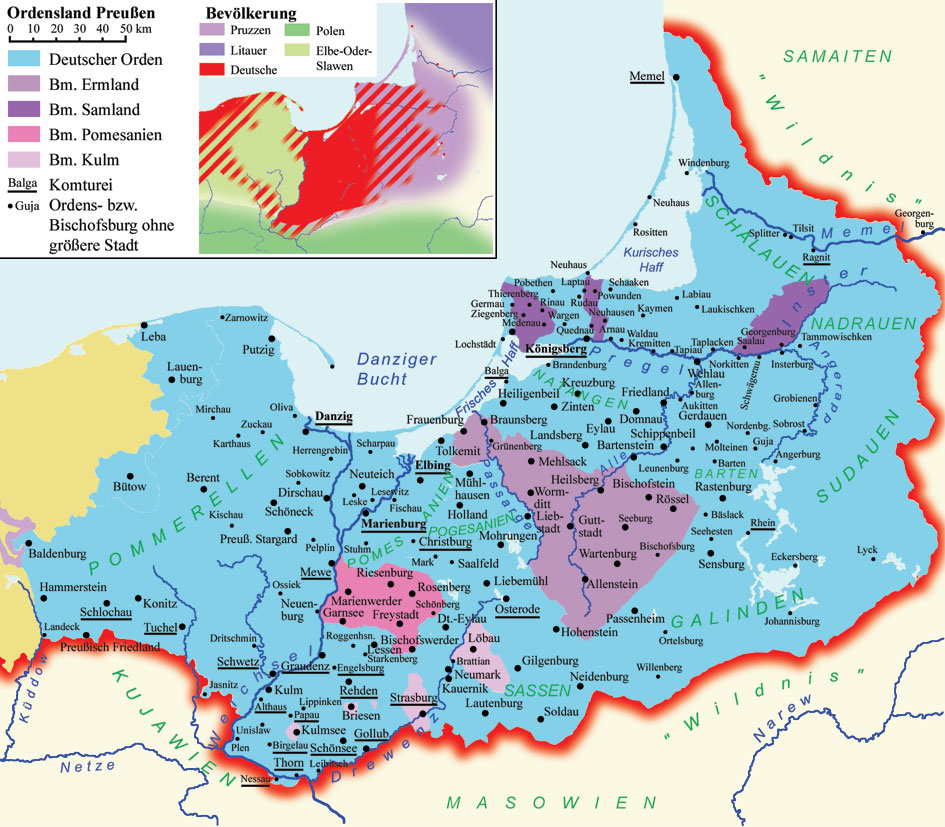
Possedimenti in Prussia

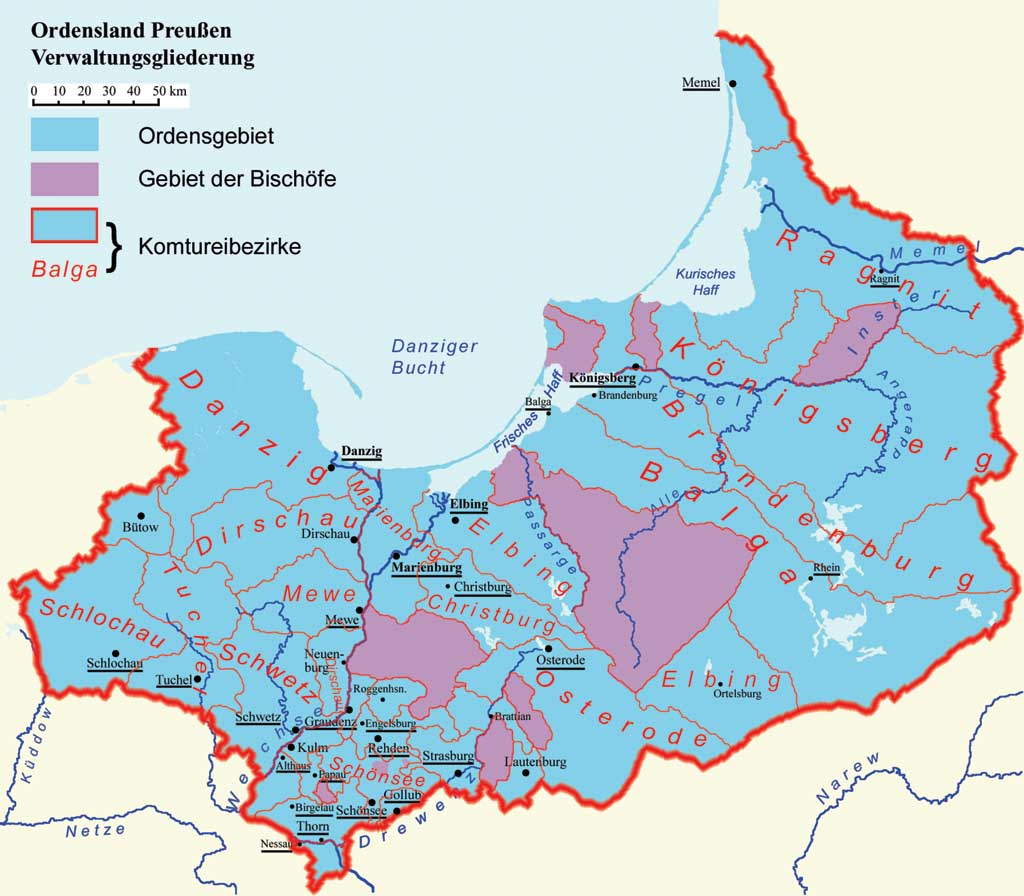
Ripartizione amministrativa dei possedimenti in Prussia

In contrasto con la Livonia, che era praticamente del tutto autonoma, la Prussia fu soggetta a maggiori cambiamenti territoriali nel corso dei suoi tre secoli di storia dell'ordine:
| Periodo storico                                 | Estensione    |
| ----------------------------------------------- | ------------- |
| Insediamento nella Terra di Chełmno (1226-1231) | 4000-5000 km² |
| Sottomissione totale dei pruzzi (1283)          | 45000 km²     |
| Acquisizione della Pomerelia (1309)             | 61000 km²     |
| Seconda pace di Toruń (1466)                    | 35000 km²     |
| Acquisizioni temporanee                         | Estensione    |
| Gotland (1398-1408)                             | 3140 km²      |
| Ducato di Dobrin                                | 3000-4000 km² |
| Neumark (1402-1455)                             | 7900 km²      |

Dal 1230 al 1309 e dal 1317 al 1324 la Prussia ebbe una sua autorità amministrativa centrale, il Magister Pruscie. La sua sede ufficiale fu prima a Thorn, poi a Elbing. In futuro, tale figura fu sostituita direttamente da quella del Gran maestro e la regione divenne sede del governo centrale.
Esattamente come nella Confederazione livoniana, il territorio era ripartito nelle cosiddette commende, chiamate variamente negli atti Komtureibezirke o Kommenden. Le sezioni più grandi risultavano suddivise ulteriormente in distretti giudiziari e ospedalieri. Non mancarono nel corso degli anni varie modifiche, tra cui si segnala tra le più importanti la soppressione dei distretti giudiziari, incorporati alle commende.
| Commende   | Commende   | Commende  | Commende     | Commende   |
| ---------- | ---------- | --------- | ------------ | ---------- |
| Althaus    | Balga      | Birgelau  | Brandeburgo  | Brattian   |
| Cristburgo | Danzica    | Elbląg    | Engelsburg   | Gollub     |
| Graudenz   | Königsberg | Kulm      | Lippinken    | Marienburg |
| Memel      | Mewe       | Nessau    | Osterode     | Papau      |
| Ragnit     | Rehden     | Rhein     | Roggenhausen | Schlochau  |
| Schönsee   | Schwetz    | Strasburg | Thorn        | Tuchel     |

#### Città
Le città dell'ordine, per lo più colonizzate da tedeschi, godevano di un ampio regime di autogoverno. Gran parte delle facoltà di cui potevano vantare gli insediamenti derivava dall'elasticità del diritto di Kulm. L'ordine stesso, accettata la situazione sedimentatasi, di solito si limitava a esercitare la sua influenza sulla chiesa cittadina. Anche gli insediamenti in cui erano presenti le principali sedi episcopali preferirono seguire il diritto di Kulm (si pensi a Braunsberg, Elbing, Danzica, Thorn e la stessa Kulm).
Alcune località ricevettero già lo status di città quando ancora in fase di costruzione. L'atto di fondazione della città di Preussisch Holland, oggi Pasłęk, riferisce di un gran numero di lotti e proprietà vacanti che facevano parte di un precedente villaggio. Esattamente come accadeva in Germania, talvolta venivano fondati nuovi insediamenti di piccola dimensione nei pressi delle grandi città già esistenti.
Interessante è segnalare l'estensione degli insediamenti. Königsberg, situata tra Burg e Pregel, occupava 500×200 metri pur godendo dello status di città. Nel 1300 Löbenicht, non lontana dal castello orientale di Königsberg, copriva 6 ettari (300×200 metri); Kneiphof, anch'essa città a sud di Königsberg sulla Pregelinsel, coprendo 8,4 ettari (280×300 metri). Le dimensioni appena segnalate non sono frutto del caso, poiché spesso queste città venivano progettate per avere una pianta più o meno rettangolare. Va inoltre notato che esistevano centri abitati nell'ordine teutonico senza mura di fortezza, quale ad esempio Neustadt (215x430). Tuttavia, non si superarono mai i 2 000 residenti.
L'ordine supervisionava da vicino la crescita delle sue città e l'elevazione "urbana" delle periferie aveva ragioni economiche. Mentre le vecchie città pagavano a malapena le tasse, alle città di recente fondazione veniva imposto di pagarle. La città di Elbing pagava solo 3 marchi, 1 libbra di cera e 3 pfennig all'anno: quando una nuova località si separò da essa, il costo salì a 151 marchi. I nuovi insediamenti dovevano per altro acquisire documenti di concessione per edifici e strutture, come il pagamento delle tasse per la costruzione di negozi e bancarelle.

### Suddivisioni ecclesiastiche
Arcidiocesi di Riga
     Diocesi attive in Prussia, Lettonia ed Estonia
     Diocesi di Gnesen (oggi Gniezno)
     Diocesi di Kammin (oggi Kamień Pomorski)
     Estonia danese

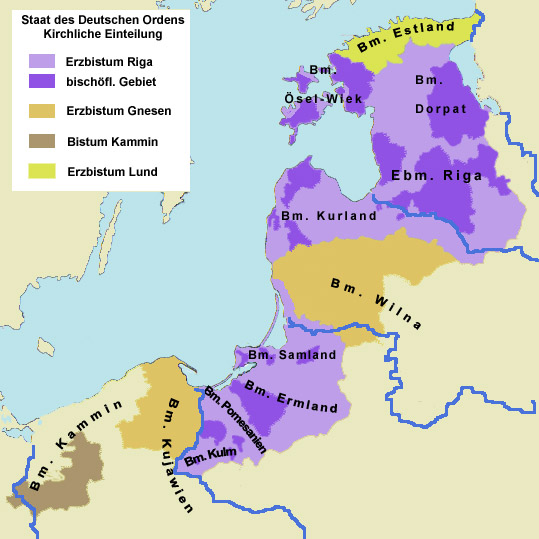
Divisione ecclesiastica dello Stato monastico:
Arcidiocesi di Riga
Diocesi attive in Prussia, Lettonia ed Estonia
Diocesi di Gnesen (oggi Gniezno)
Diocesi di Kammin (oggi Kamień Pomorski)
Estonia danese

In termini di diritto canonico, il territorio dello Stato dell'ordine riprendeva in gran parte la suddivisione operata da Alberto di Riga e dai suoi successori nelle odierne Lettonia ed Estonia:
| Arcidiocesi di Riga | Arcidiocesi di Riga | Arcidiocesi di Riga  | Arcidiocesi di Riga  | Arcidiocesi di Riga |
| ------------------- | ------------------- | -------------------- | -------------------- | ------------------- |
| Diocesi di Reval    | Diocesi di Dorpat   | Diocesi di Ösel-Wiek | Diocesi di Curlandia |                     |
| Diocesi di Sambia   | Diocesi di Varmia   | Diocesi di Pomesania | Diocesi di Kulm      |                     |

Le grandi libertà di cui godeva l'arcivescovo di Riga e il desiderio di affermare il proprio potere in Livonia generarono aspre contese con l'ordine e con gli abitanti dell'odierna capitale lettone, i quali godevano di una sorta di status particolare nella Confederazione. I contrasti si placarono solo quando l'ordine di Livonia, seguendo l'esempio dei teutonici per quanto concerneva le diocesi prussiane, incorporò a sé l'arcivescovado nel 1384, rendendo di fatto il rappresentante della chiesa un uomo al servizio del gruppo cavalleresco.

### Corrispondenza postale

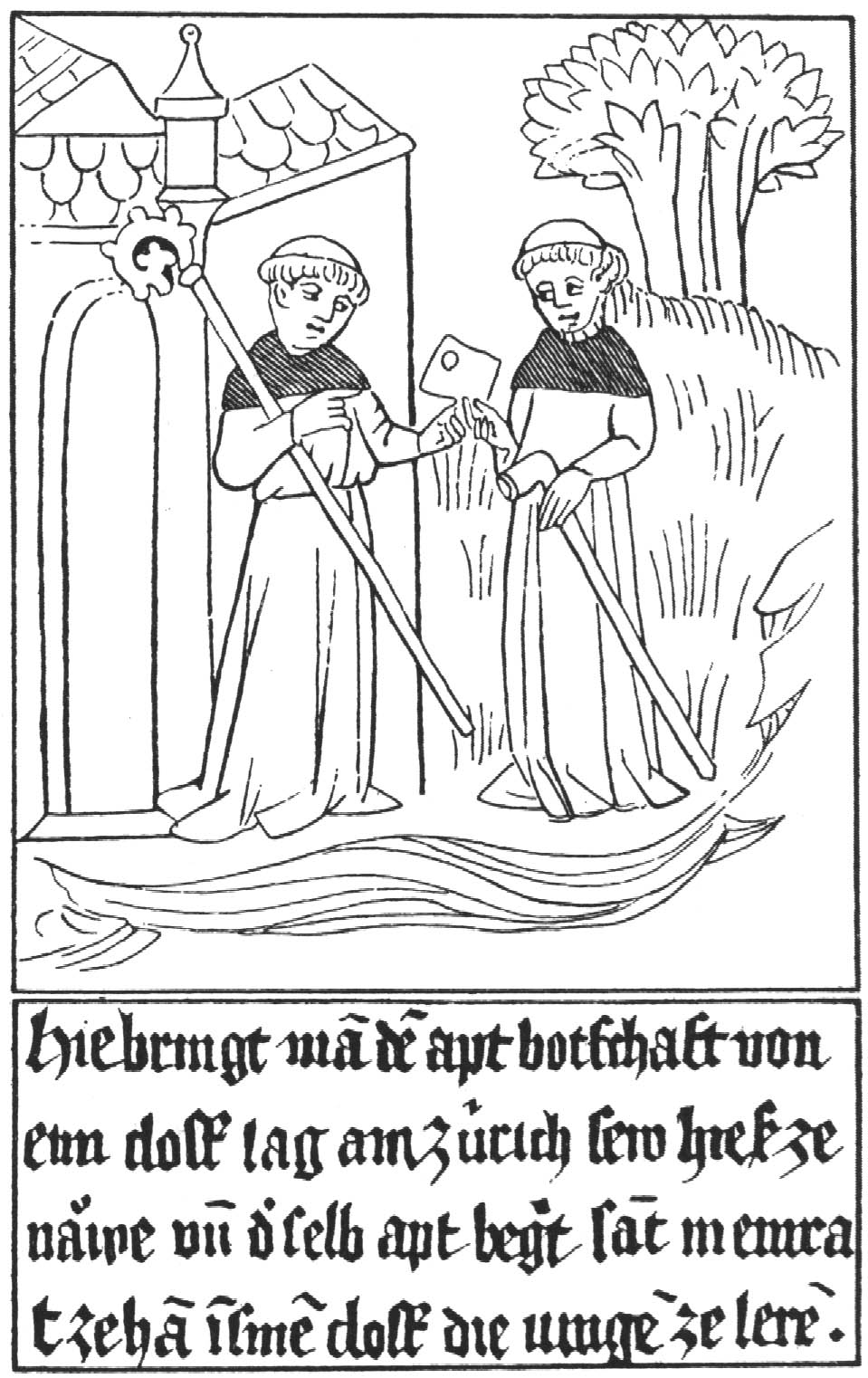
Messaggero di un monastero riportato in un'illustrazione della "Legende des St. Meinrad" (1466)

I cavalieri dell'ordine, come gli altri gruppi religiosi e secolari, facevano inizialmente affidamento sui monaci erranti e sugli araldi per inviare missive alle diverse sedi diocesane e alla Santa Sede a Roma: l'alternativa erano i cavalieri stessi o gli scudieri in casi di particolare urgenza. La rapida espansione del territorio dell'ordine e la necessità di comunicare in maniera più celere e sicura tra l'edificio principale e le commende, nonché tra le città e i villaggi appartenenti all'ordine, fecero sì che l'amministrazione dell'ordine si preoccupasse di istituire un servizio di posta.
Le prime notizie al riguardo risalgono all'anno 1380: nella capitale Marienburg era stata istituita una carica preposta a curare l'invio delle missive, mentre in altre località se ne occupava un ufficiale dell'ordine preposto. La gestione di questa attività rientrava nella "bancarella delle lettere" (Briefstall) e il responsabile delle comunicazioni dell'ordine supervisionava le mansioni dei postini, conosciuti come "letterati" (Briefjungen). Questi ultimi indossavano un mantello blu e vantavano un proprio status nella piramide gerarchica dei teutonici.
Dopo che l'ufficiale incaricato delle poste inseriva in un libro il numero, l'indirizzo e l'ora di consegna, la posta veniva consegnata in un "sacco postale" fatto di lino. Il letterato, il più delle volte quando il cavallo iniziava a stancarsi, portava il pacco all'edificio religioso più vicino e lo consegnava al collega lì presente, di modo che quest'ultimo potesse completare l'opera servendosi di un equino riposato. Per ogni stazione postale toccata lungo la strada, nuove lettere venivano inserite e contemporaneamente annotate su un registro consegnato al letterato. I cavalli destinati al servizio postale erano chiamati Briefswoyken (Swoyke=cavallo), a differenza degli altri da equitazione o da lavoro.

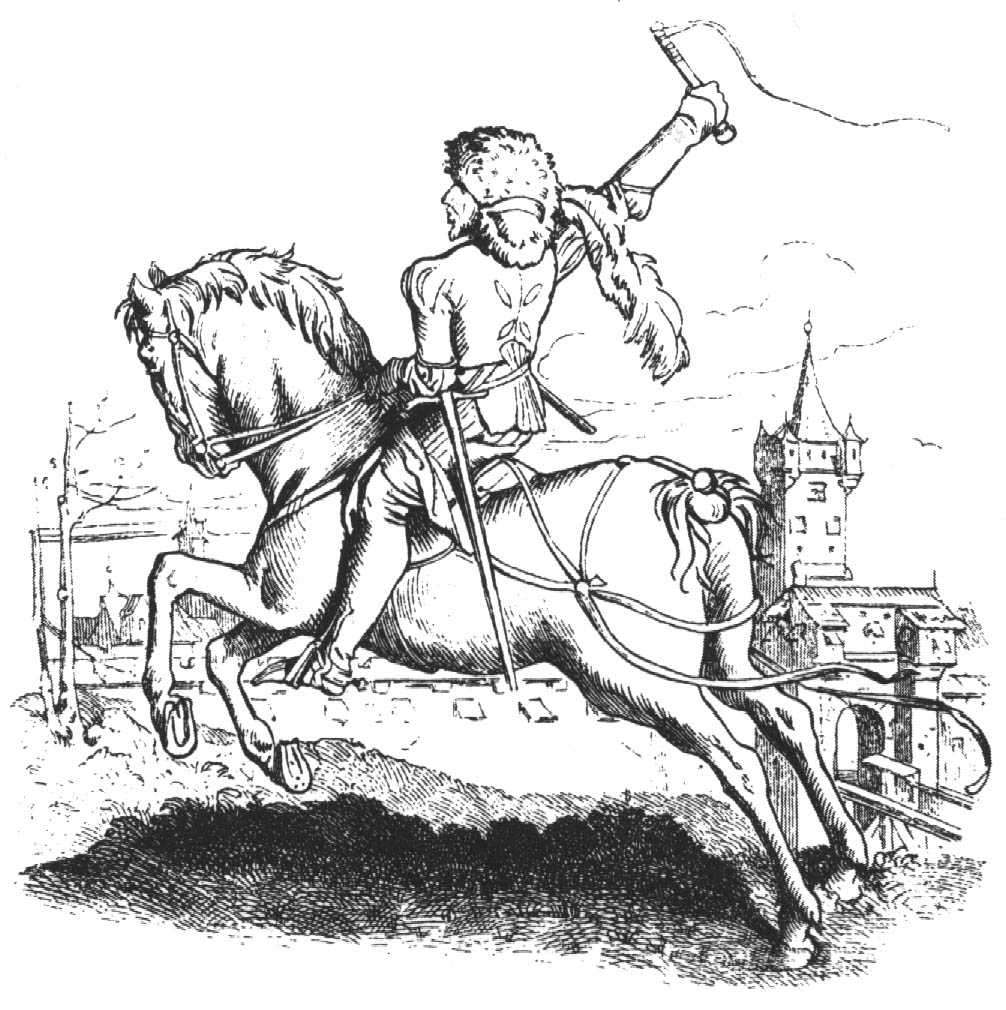
Illustrazione di un messaggero su cavallo

Oltre a questo trasporto postale, i wythinge disponevano altresì di un servizio di trasporto per casi particolarmente importanti. I wythinge erano liberi proprietari terrieri di discendenza danese che si erano uniti all'ordine quando i cavalieri teutonici giunsero per la prima volta nella Germania nord-orientale, ricevendo per la fedeltà dimostrata ampi feudi. Data la loro posizione sociale e considerando che i loro feudi il più delle volte si trovavano nei pressi delle principali strade dello Stato, essi risultavano quasi gli unici ad essere sempre in grado di spedire un qualsiasi oggetto in situazione urgenti. Conscio della situazione, l'ordine colse l'opportunità per trasformare l'ipotesi sopra esposta in obbligo: ai danesi venne infatti imposto l'onere di provvedere immediatamente all'inoltro delle lettere loro affidate al di fuori del normale servizio di corrispondenza.
Il sistema postale dell'ordine teutonico operava perlopiù nel Deutschordenstaat e in Livonia, sia di giorno sia di notte. Il trasporto dei messaggi all'estero era associato alle stesse difficoltà e spese della corrispondenza dell'epoca. Ad esempio, la consegna di una lettera da parte di un corriere speciale da Marienburg a Roma costava 10 marchi d'argento, ovvero 2,33 chili.
Per quanto tempo sia esistito il servizio messo in piedi dall'ordine teutonico non può essere dimostrato con certezza. Ad ogni modo, tutto il traffico postale regolare cessò in maniera graduale o netta non appena nel 1525 prese vita il Ducato di Prussia. Dopo tale anno, non si hanno infatti più indicazioni sulla preservazione della struttura messa in piedi in epoca medievale preposta alle corrispondenze, potendosi pertanto ipotizzare che il sistema fosse ritenuto ormai obsoleto.

### Sanità: il servizio degli ospedalieri
Sulla base delle sue regole e della sua struttura, unite ai successi nella colonizzazione e al successivo sviluppo economico della regione baltica, l'ordine riuscì a creare un sistema ospedaliero che non aveva precedenti in tutto il Medioevo.
In quanto nata come comunità ospedaliera, il servizio ai malati assumeva un ruolo di rilievo nelle regole dell'ordine, prima ancora che della lotta religiosa. Il responsabile a tempo pieno di ciò era l'Oberste Spittler, operativo a Elbing (dal 1291 al 1312 fu Acri), dove si trovava anche l'ospedale principale dell'ordine. Nel corso del XIV secolo, presero forma nello Stato monastico più di ottanta ospedali militari e per gli infermi, cui aveva accesso ogni cittadino malato a patto di godere di una sorta di "assicurazione sanitaria statale", caso più unico che raro a quei tempi in Europa. A capo di ciascuna di queste istituzioni c'era un responsabile che non rendeva conto allo spittler di Elbing mensilmente, ma solo annualmente. Il meccanismo trovò sostegni economici soprattutto nelle aree dove risiedeva il Gran maestro, dove vi era una più alta concentrazione di cittadini abbienti i quali a volte rinunciavano persino a tutte le loro proprietà pur di sostenere l'ordine nella creazione di ospedali.
La medicina si basava in gran parte sulle conoscenze erboristiche degli uomini di chiesa. Si seguirono inoltre politiche volte a ridurre casi di ubriachezza e la proliferazione di mendicanti e vagabondi.

### Istruzione
Sebbene orientato principalmente a scopi amministrativi e militari oltre al sistema ospedaliero, lo stato maggiore dell'ordine trovò anche il tempo di migliorare l'istruzione dei suoi membri. Nello Stato monastico furono istituite numerose cattedrali e scuole riservate ai più abbienti, mentre migliaia di prussiani furono mandati in università straniere, dove a loro volta numerosi studiosi del Deutschordenstaat lavorarono come insegnanti. Comunque sia, il tentativo di costituire una propria università a Kulm fallì.

### Politica fiscale e dei sussidi
Grazie ai costanti introiti percepiti, fino alla fine del Trecento circa l'ordine poté rinunciare ad imporre gabelle particolarmente gravose ai suoi abitanti. D'altro canto, esisteva comunque un sistema di tassazione sul reddito volto a fornire nel caso aiuti di stato.

### Simboli
Lo Stato monastico adottava i simboli tradizionalmente identificativi dell'ordine teutonico.

## Società

### Demografia

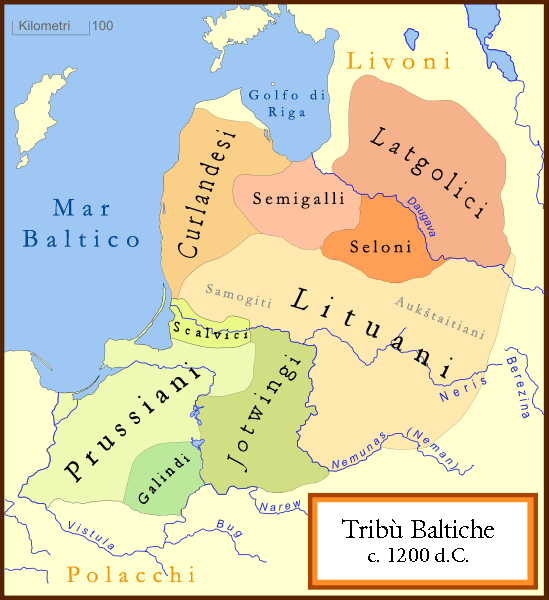
Tribù baltiche nel XII secolo

Prima della costituzione dello Stato monastico, la regione baltica ospitava in gran parte popolazioni autoctone con culture relativamente assimilabili, quali ad esempio i prussiani, i lituani, i lettoni e semigalli. Più a nord, risiedevano invece popoli ugro-finnici, ovvero gli estoni e i livoni. Nel Basso Medioevo, prima della crociata livoniana, cominciarono a svilupparsi insediamenti isolati abitati da svedesi e danesi lungo la costa baltica, soprattutto in Estonia. Nelle terre dell'odierna Polonia centro-settentrionale vivevano pomerani (o casciubi), pomesani, varmi e sambiani.
A seguito della costituzione dello Stato monastico e dell'avanzata del gruppo religioso verso est, ebbe luogo una massiccia campagna di incentivi che sarebbero stati garantiti a tutti i coloni che avrebbero deciso di spostarsi dalla Germania. Mentre le comunità polacche iniziarono a costituire lentamente la maggioranza in Kulmerland e in Pomerania, i tedeschi divennero il gruppo etnico più numeroso di tutti i principali insediamenti. Le popolazioni autoctone furono così gradualmente assorbite dagli occupanti: chi si ribellò pagò con la vita fino alla fine del XIII secolo.
Grazie alla crescita dovuta al legame con gli altri centri della Lega anseatica, si verificò un costante ma assolutamente lento incremento demografico: Danzica contava infatti più di 35 000 abitanti nel 1500 e risultava l'unica grande città in quella regione geografica a quel tempo (Thorn e Elbing ne facevano registrare entrambe 10.000 circa). I restanti 99 grandi agglomerati in Prussia erano principalmente di piccola e media dimensione, con gli abitanti che si alternavano tra i 2 000 e i 10 000 abitanti.

### Lingue
Poiché i tedeschi, così come i danesi e i polacchi, si comportarono da conquistatori, le lingue tradizionali dei nativi (si pensi al prussiano, al livone, al curlandese, al lettone e all'estone) continuarono a sopravvivere tra la popolazione rurale, anche se alcune sparirono del tutto.
L'alto-tedesco medio risultava l'idioma principale nelle città fondate dagli immigrati tedeschi. Gli alti funzionari provenivano in genere dalla Germania ma, sebbene assai diffusa, non si può parlare di lingua ufficiale, poiché gli atti governativi venivano stilati in gran parte in latino. Nei villaggi degli autoctoni, la gestione delle questioni era rimandata perlopiù alla gente del posto. Alberto I di Prussia fece tradurre il catechismo luterano in lingua prussiana dopo che l'ordine fu convertito nel Ducato di Prussia nel 1525.

## Economia
Il fenomeno del monachesimo costituì una base economica importante nelle terre ignote in cui si erano appena insediato i tedeschi giunti da ovest, generando una certa autosufficienza delle comunità religiose locali. L'esteso e pianificato reinsediamento degli agricoltori tedeschi, soprattutto in Prussia, unito a estese misure di bonifica e miglioramento, soprattutto nel delta della Vistola, portarono in un breve periodo di tempo alla nascita di dozzine di nuove città e centinaia di villaggi di dimensione minore. Tra il 1300 e il 1350 la Prussia divenne il principale paese esportatore di legno e grano.
La ripresa economica coincise con la costruzione di ponti e canali in luoghi specifici per favorire il cammercio: i risultati arrivarono infatti di lì a poco. Il commercio dell'ambra, di cui l'ordine aveva il monopolio, si rivelò un'importante fonte di introiti.
La bassa tassazione nei primi decenni, unita alla crescita pro capite degli abitanti dello Stato monastico, ebbe un effetto estremamente positivo. Le misure contro l'usura, così come la grande cura posta nella costituzione di una zecca e di un tesoro, rafforzarono lo sviluppo della Prussia: in tempi di carestia, non mancarono casi in cui si procedette a concedere esenzioni dalle gabelle.

### Agricoltura

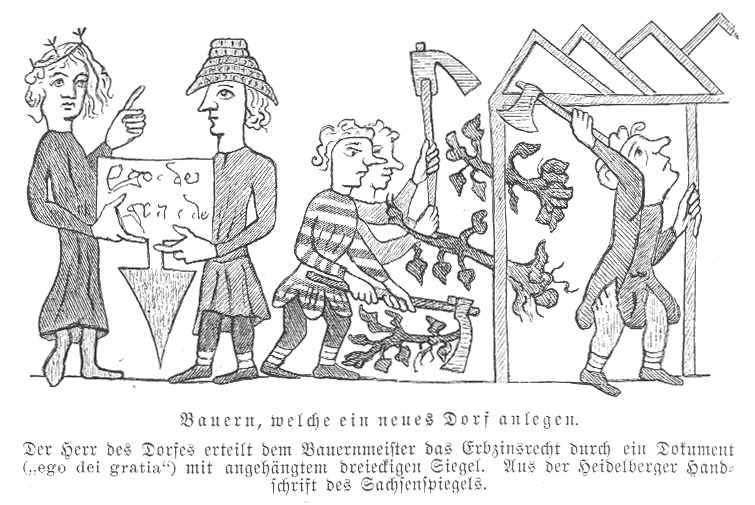
La fondazione di un villaggio in Europa orientale in una miniatura di un testo in lingua tedesca

Nella maggior parte dei casi, in Prussia si propese dal punto di vista giuridico il diritto di Kulm (Kulmer Handfeste), una variante realizzata sulla base di quello di Magdeburgo. Il nome derivava da quello della prima città fondata dall'ordine e garantiva ai cittadini la facoltà di regolarsi in maniera abbastanza autonoma e di dare vita a una propria giurisdizione allo stesso modo della Livonia, dove si adottò il diritto di Riga, assai legato a quello di Lubecca. Fu consentita la possibilità ai coloni di tramandare l'appezzamento che veniva loro assegnato, restando comunque all'ordine la possibilità di richiedere tributi. Questi ultimi potevano consistere in contributi da versare in base al raccolto ottenuto, in canoni da pagare in denaro o nell'obbligo per il proprietario di prestare servizio militare qualora fosse stato richiesto.
La creazione di nuovi insediamenti avvenne secondo precisi criteri e supervisionata da un gruppo di contadini più o meno numeroso che eseguivano i comandi del cosiddetto locator. Si trattava nella prassi della figura che si relazionava con l'ordine e con lui si negoziavano dimensioni, servizi e regolamenti da adottare con riguardo al funzionamento di mulini, birrerie, taverne e dei suoi abitanti. Nella maggior parte delle situazioni, i nuovi coloni godevano del diritto di pescare gratuitamente nei corsi fluviali abbastanza pescosi dell'odierna Polonia per nutrimento personale.
Il confine di un nuovo insediamento aveva una superficie mediamente compresa tra 40 e 60 mansi. Dopo che il locator sceglieva la sua quota, distribuiva la terra ai restanti coloni, la cui quota misurava 2–2,5 mansi per famiglia. Tra il 1280 e il 1400 furono fondati nello Stato monastico circa 60 castelli dell'ordine, 90 città e 1 500 villaggi. I lavori di dissodamento e bonifica agraria coinvolsero tutto il territorio prussiano: nel delta della Vistola, 150 000 ettari di terreno prima paludoso furono convertiti in suolo coltivabile. Furono questi ultimi a diventare il granaio della Prussia e, secondo i dati sulle esportazioni, probabilmente anche dell'Europa occidentale e centrale. L'idea di dare vita a un progetto simile con riguardo alla bonifica del delta del Nemunas fu di conseguenza abbandonata.
A dispetto dei coloni, gli autoctoni del paese erano svantaggiati, soprattutto dopo la grande rivolta prussiana nel 1260. Potevano coltivare un solo manso e non erano legalmente considerati uomini liberi. Solo nel corso del XIV secolo il loro status migliorò fino a quando furono finalmente messi sullo stesso piano dei tedeschi.

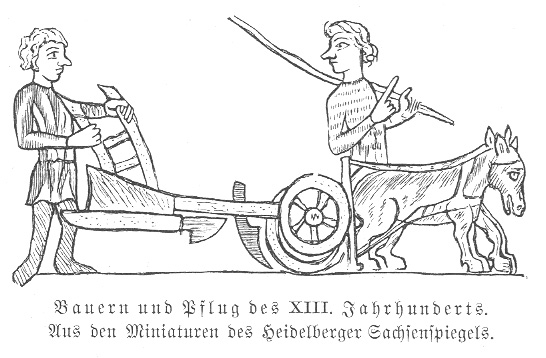
Contadini del XIII secolo

Anche la zootecnia prosperò grazie all'allevamento di ben 13 000 cavalli, 10 000 bovini, 19 000 maiali e 61 000 pecore sui loro 110 000 ettari di terreno disponibili nei pressi delle fortificazioni teutoniche. Grande importanza assunse l'allevamento autonomo di cavalli da parte dell'ordine: normalmente, le masserie erano nelle immediate vicinanze delle diocesi o dei castello. Nel caso delle strutture al confine prussiano e livoniano la priorità diveniva lo spostare, in caso di necessità, le truppe quanto prima possibile in zone sicure nell'entroterra. Per tale motivo, basti pensare che la fortezza di Ragnit (Neman) si trovava a 80 km da Labiau (Polessk).

### Edilizia
Non vi era nella regione grande disponibilità di pietre, molto richieste soprattutto per la costruzione di grandi edifici religiosi e, soprattutto, di costruzioni difensive. Di conseguenza, una delle principali decisioni assunte dallo Stato monastico riguardò lo sfruttamento delle effimere risorse disponibili per l'industria bellica. Le mura di Mösland (Pelplin) e Bütow (Bytów) contavano rispettivamente 75 000 e 40 000 blocchi di mattoni. I fabbri e i falegnami si svilupparono parallelamente all'edilizia.
Sulla scia delle guerre perdute del XV secolo, degli incendi dolosi, dei costi delle riparazioni e della conseguente introduzione di nuove imposte, la fiorente economia dell'area dell'ordine si avvicinò ai livelli della media europea.

### Viabilità stradale e fluviale

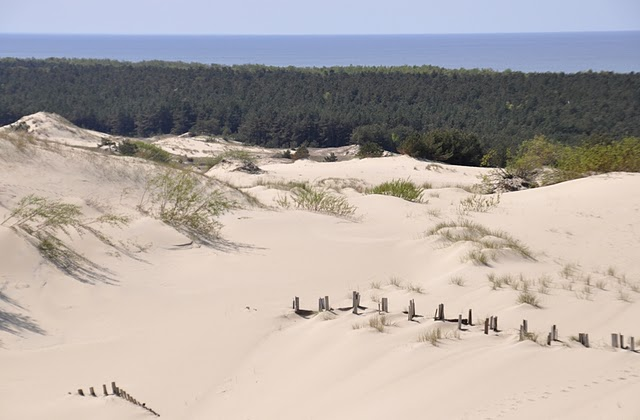
Sezione della costa situata nei pressi della laguna dei Curi, rotta molto trafficata nel Basso Medioevo

I collegamenti viari costituivano uno dei requisiti necessari al fine di favorire lo sviluppo di un florido commercio. Le condizioni naturali della Prussia con i suoi estesi specchi d'acqua e le paludi di solito non permettevano la costruzione di normali strade. Di conseguenza, i fiumi risultavano la via più battuta.
Ad ogni modo, per vincere le avversità rappresentate dalla geografia locale, furono costruiti numerosi ponti per agevolare il percorso via terra, oltre alle più frequentate stazioni di traghetti sui grandi corsi d'acqua. L'ordine curò con perizia l'edificazione dei passaggi più urgenti e funzionali a Dirschau (Tczew), sulla Vistola, e a Marienburg, sul Nogat. Ciò garantì un solido collegamento terrestre tra l'impero e la regione orientale in mano all'ordine superando il principale ostacolo naturale, ossia la Vistola inferiore e il suo delta.
Uno dei più grandi progetti di costruzione fu avviato dai cavalieri nel 1395 con la creazione di un canale navigabile tra Königsberg am Frischen e Labiau am Kurischen Haff, il cosiddetto Deimegraben. Dal 1400 circa divenne possibile viaggiare in nave da Danzica a Königsberg nei pressi dell'oggi esistente stretto di Baltijsk, la laguna dei Curi e il Nemunas fino all'altezza di Kaunas senza incorrere nei pericoli rappresentati dalle acque del mar Baltico, specie nei mesi freddi.

### Commercio

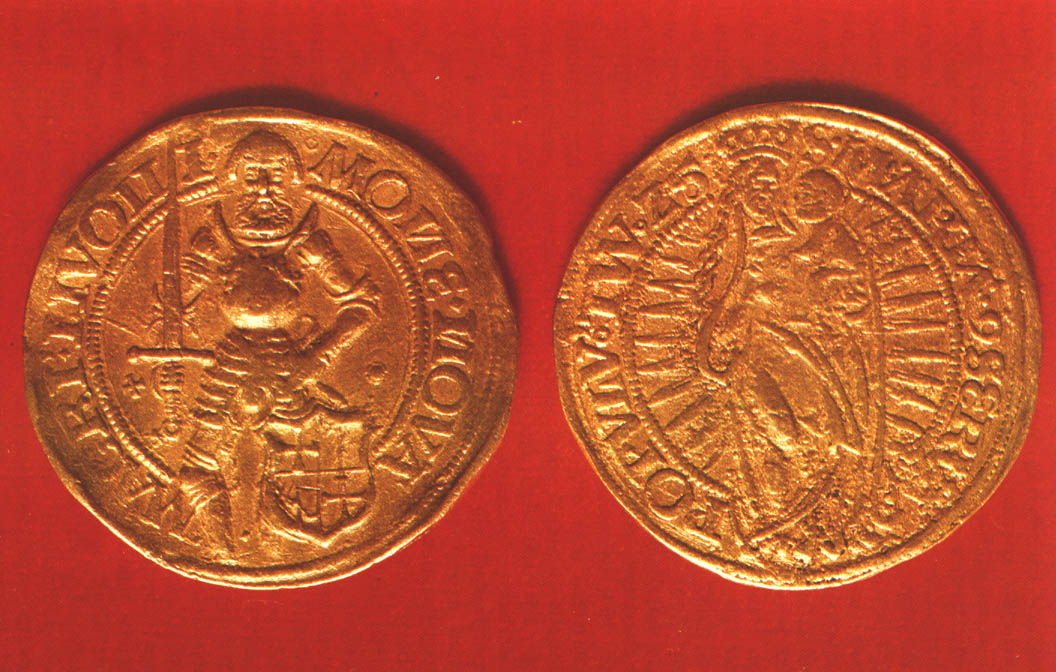
Moneta di dieci ducati raffigurante Wolter von Plettenberg

I principali centri commerciali erano soprattutto le città fondate dall'ordine che impiegavano il diritto di Kulm e quello di Lubecca, come nel caso della ricca e potente Danzica. Quasi tutti gli insediamenti di maggiore spessore erano membri della Lega anseatica, evento che creò un ulteriore impulso positivo per la loro prosperità, poiché l'efficace interazione tra l'ordine e la Lega costituì la base per il dominio tedesco nel nord Europa e nel mar Baltico dal XIII al XV secolo.
Le figure religiose che più si occupavano di tutelare le relazioni commerciali erano i sacerdoti dei singoli agglomerati e, su tutti, quelli di Marienburg e Königsberg. Le principali merci esportate risultavano grano, e legno sia lavorato che grezzo, mentre si importavano perlopiù prodotti quali sale, miele, spezie e vino. Oltre a cavalli e armi, anche i tessuti rappresentavano un articolo assai richiesto dall'estero, tanto che la stoffa bianca lavorata in terra fiamminga era comune tra i frati e capi d'abbigliamento in blu realizzati in Inghilterra erano una consuetudine tra i messaggeri. Grazie ai buoni collegamenti di trasporto, la Prussia fungeva anche da tramite per i redditizi scambi dall'Europa occidentale a quella orientale e viceversa. L'Occidente forniva ai cavalieri teutonici principalmente le merci alimentari e tessili sopraccitate, poi spesso vendute dai mercanti locali negli attuali Paesi baltici o nella Russia europea. All'inverso, miele, seta, oro, rame, cera, pellicce e zafferano provenivano dall'Europa orientale.
L'ambra merita una citazione particolare, per via del fatto che, come già detto, l'ordine ne possedeva il monopolio. Sebbene il commercio di gemme fosse già comune molto tempo prima, questo fiorì in maniera significativa sotto il dominio dell'ordine. Al fine di trarre il maggior vantaggio economico possibile e di evitare la creazione di un mercato nero specializzato, fu istituito ad hoc un ufficio con lo scopo di tutelare l'esportazione di ambra supervisionato dal Bernsteinmeister con sede presso il castello di Lochstädt (oggi Baltijsk). Ogni pezzo trovato doveva essere restituito a lui per una tariffa corrispondente. I trasgressori venivano puniti con sanzioni molto severe, non ultima la pena di morte.

### Monetazione
La bolla d'oro di Rimini ribadiva il diritto di conio del Sacro Romano Impero: di riflesso, anche l'ordine teutonico iniziò ad emettere una valuta propria dal 1238, inizialmente solo sotto forma di monete piatte d'argento battute su una singola faccia (bratteati). Circolavano altresì gli pfennig di Colonia, i groschen di Praga e i fiorini ungheresi. Tuttavia, la notevole crescita degli scambi commerciali nel XIV secolo rese necessaria l'emissione di monete di valore più elevato. In questo contesto, fu sancita la "riforma delle valute" da Winrich von Kniprode nella seconda metà del XIV secolo. Da allora:
1 marco prussiano = 60 scellini = 720 pfennig
Furono coniate le seguenti monete:
- 1 halbschoter = 16 pfennig (2 halbschoter = 1/24 di marchi di Kulm)
- 1 scellino = 12 pfennig
- 1 quarto di scellino = 4 pfennig
- 1 pfennig

Alla fine del XV secolo fu introdotto il centesimo.

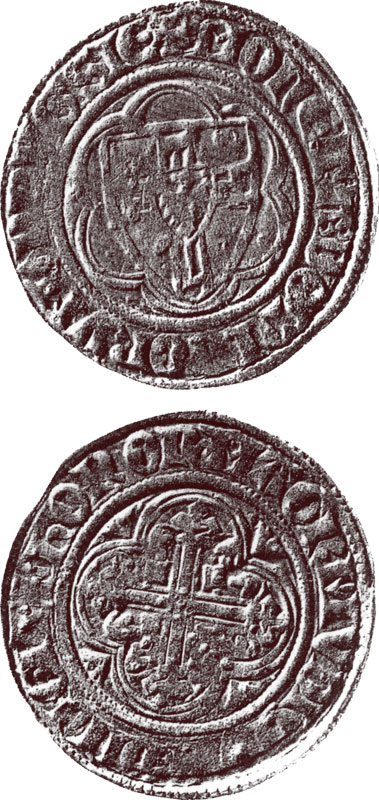
Halbschoter prussiano
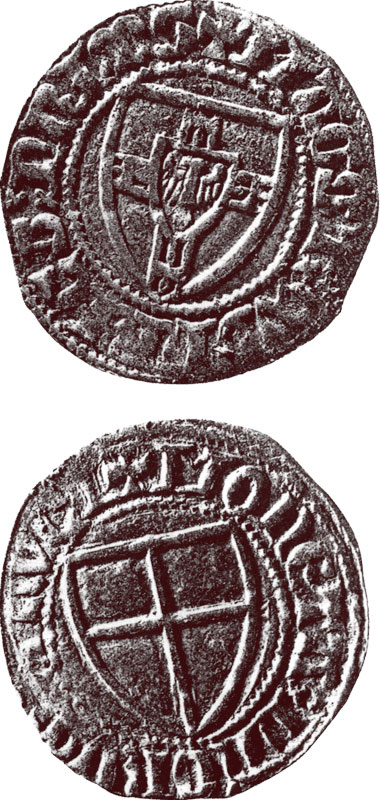
Scellino prussiano
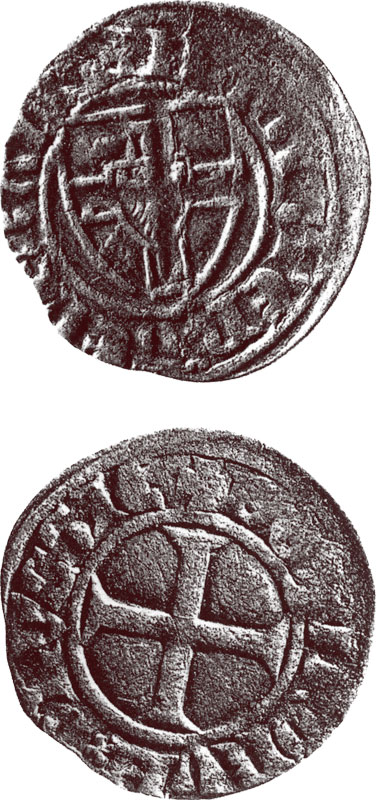
Quarto di scellino prussiano
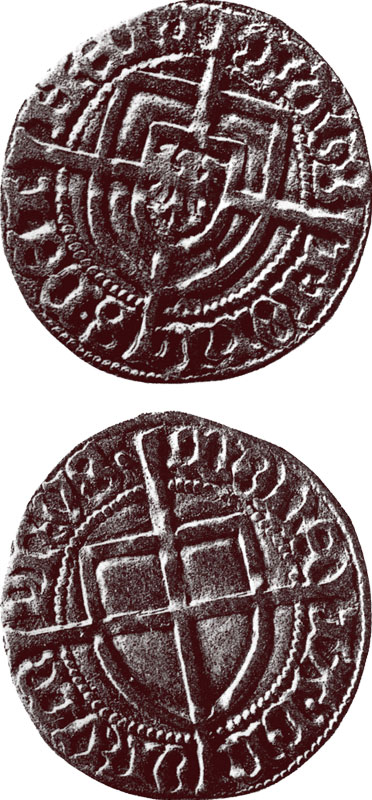
Groschen prussiano

L'ordine contrastò con forza l'usura degli interessi sul proprio territorio: il tasso di interesse comune per i prestiti venne ridotto da una media del >12% all'8,3%. Di conseguenza, lo Stato monastico non suscitò notevole interesse nei banchieri e nei cambiavalute come fu invece per la vicina Polonia.

## Architettura

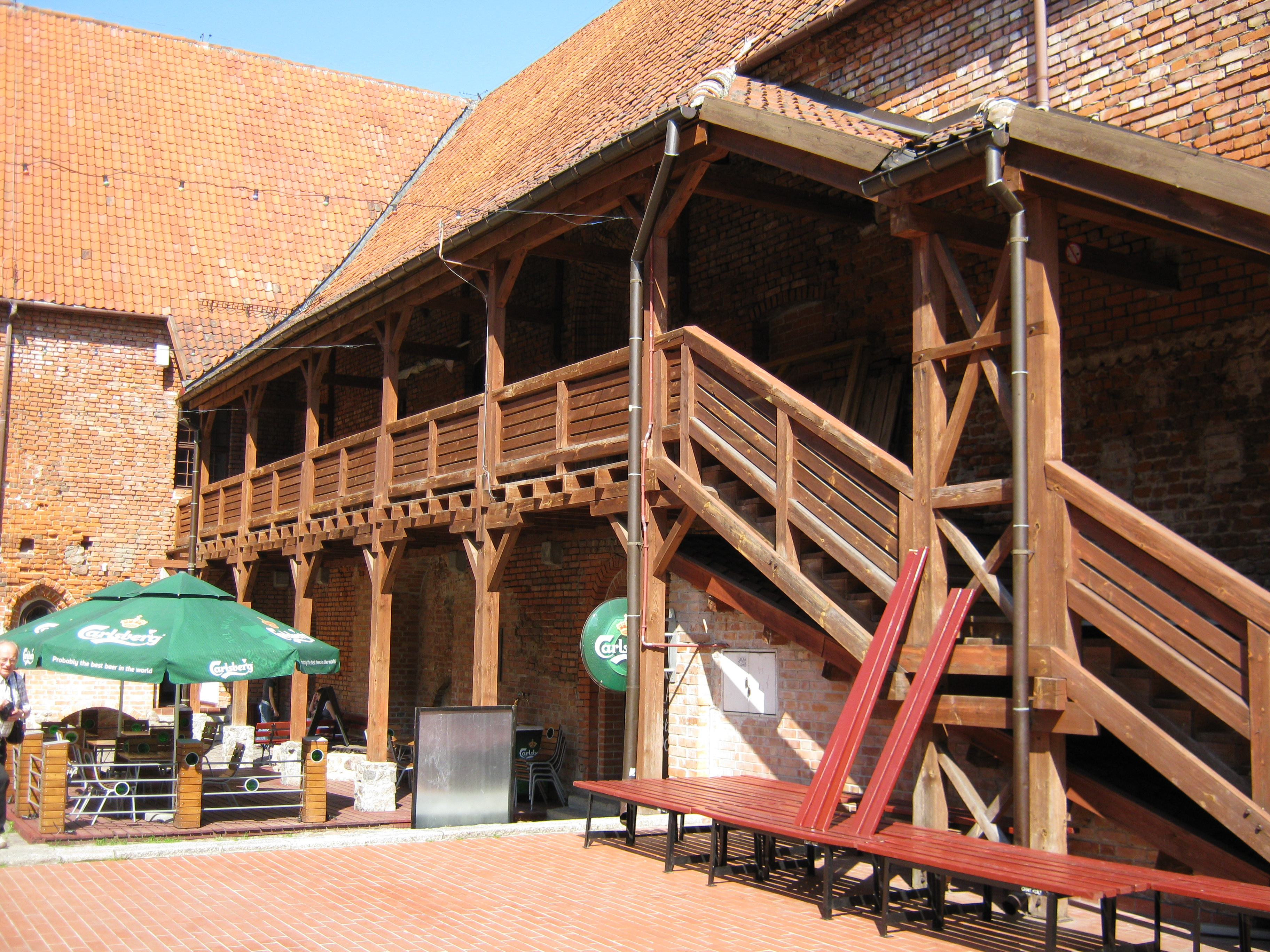
Sezione ricostruita del chiostro di Osterode

L'architettura dell'ordine teutonico traeva spunto dal gotico in mattoni. I principali esempi delle costruzioni crociate si rinvengono esclusivamente in Prussia e in Livonia.
I castelli dell'ordine (gli Ordensburgen, sempre chiamati "case" nel gergo teutonico), costruiti tra il XIII e il XV secolo, si discostavano in misura considerevole dai castelli costruiti nelle regioni dell'Europa predominate dalla cultura tedesca del periodo. Di solito, non si trattava infatti di stabili residenze di un qualsivoglia nobile proprietario che vi alloggiava con la sua famiglia e con i suoi servitori, ma di caserme fortificate dei crociati (Konventsburgen, letteralmente "castelli del convento"), i cui interni erano allo stesso tempo volti a ricordare il carattere spirituale del gruppo cavalleresco, assumendo pertanto delle somiglianze con i monasteri. Di conseguenza, eccezion fatta che per il mastio, non si rintracciano nella maggior parte dei casi gli elementi canonici presenti in un castello medievale, quali la sala e la camera personale della nobildonna di turno.
Tali stanze comprendevano necessariamente l'alloggio del comandante in capo, i dormitori dei cavalieri, l'infermeria, la cappella, il refettorio e la sala capitolare, di cui queste ultime tre di regola erano le più esteticamente curate, vantando spesso delle volte affrescate. Inoltre, come già detto, un castello dell'ordine disponeva di tutte le strutture utili all'autodifesa della struttura e gli uffici in cui operavano i burocrati impegnati nella commenda.

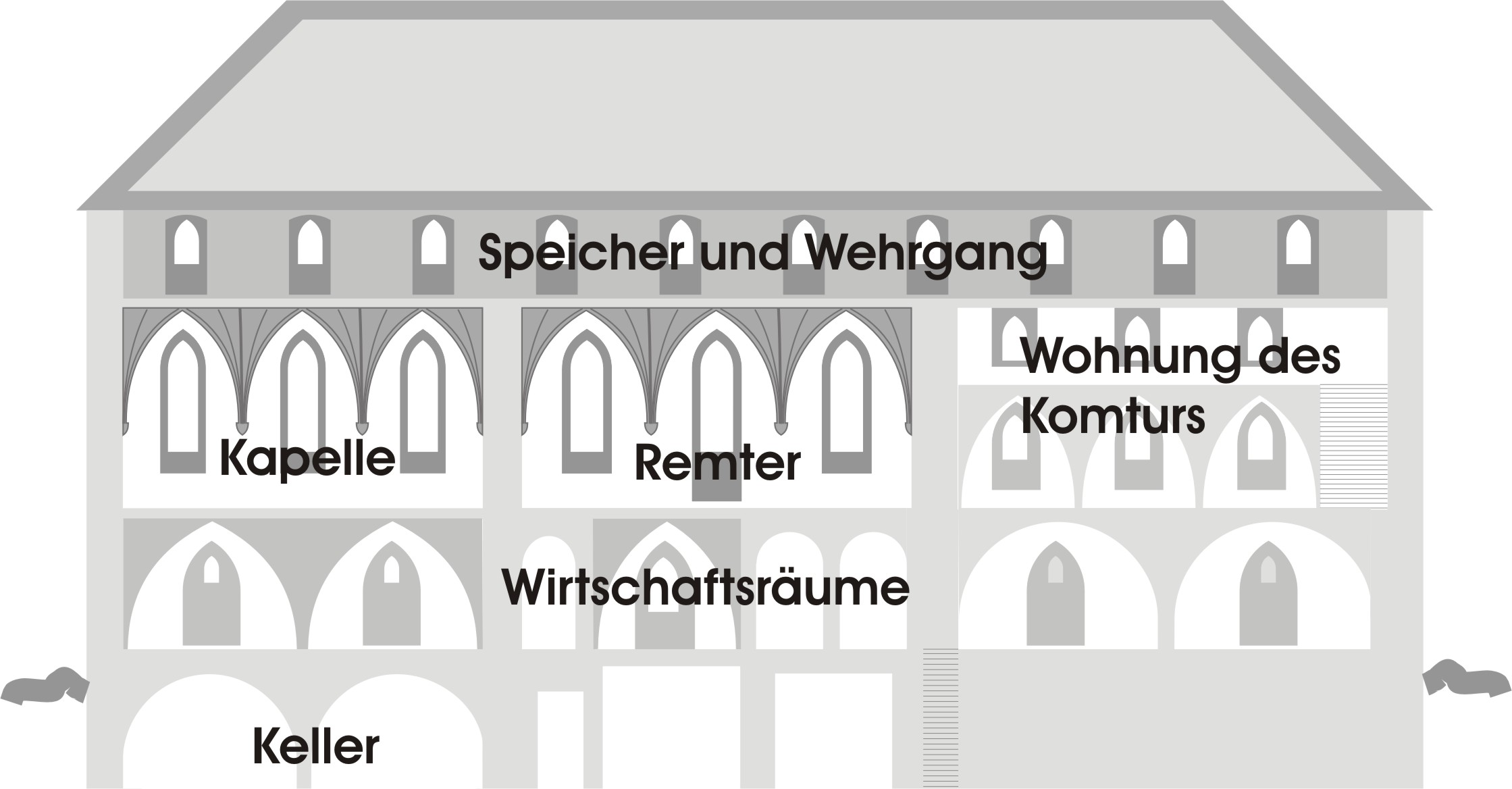
Schema di una sezione trasversale di un Ordensburg

La maggior parte degli edifici si compone di castelli su base quadrangolare. Il piano terra e seminterrato erano destinati a funzioni economiche, mentre le stanze principali si trovavano al primo piano. Il secondo, per lo più composto da un camminamento rialzato nascosto dietro alla merlatura, era occupato dalle sentinelle di guardia e fungeva contemporaneamente da deposito. Il chiostro a due piani, spesso in legno, attaccato al cortile interno collegava tra loro le singole strutture del castello.
I cosiddetti Amtsburgen (letteralmente "castelli di quartiere", "castelli minori"), formano un sottogruppo delle normali strutture realizzate dall'ordine. Questi avevano o funzioni puramente amministrative (ad esempio erano la sede di un ufficiale giudiziario, il vogt, o di un custode) o difensive (si pensi alla schiera di costruzioni edificate nelle aree orientali del paese). La differenza principale rispetto ai castelli conventuali più grandi risiedeva nella pianta, in cui si contava una o due ali anziché le normali tre o quattro. La disposizione e le funzioni delle stanze erano per il resto identiche ai castelli del convento (a parte l'assenza della sala capitolare).

### Inizi (fino a circa 1270)
Nei primi decenni, l'attività edilizia dell'ordine si limitava principalmente alla costruzione di fortificazioni in legno, spesso completate sulle macerie di castelli prussiani già esistenti. Le piante si adattavano spesso alle condizioni naturali, come poteva essere la corrente di un fiume molto vicino. Alcuni castelli dell'ordine, quali ad esempio quello di Balga e di Graudenz, seguirono questo principio anche dopo che le costruzioni in legno furono rimpiazzate da quelle in pietra e mattoni.

### Apice dell'attività edilizia (fino al 1340 circa)

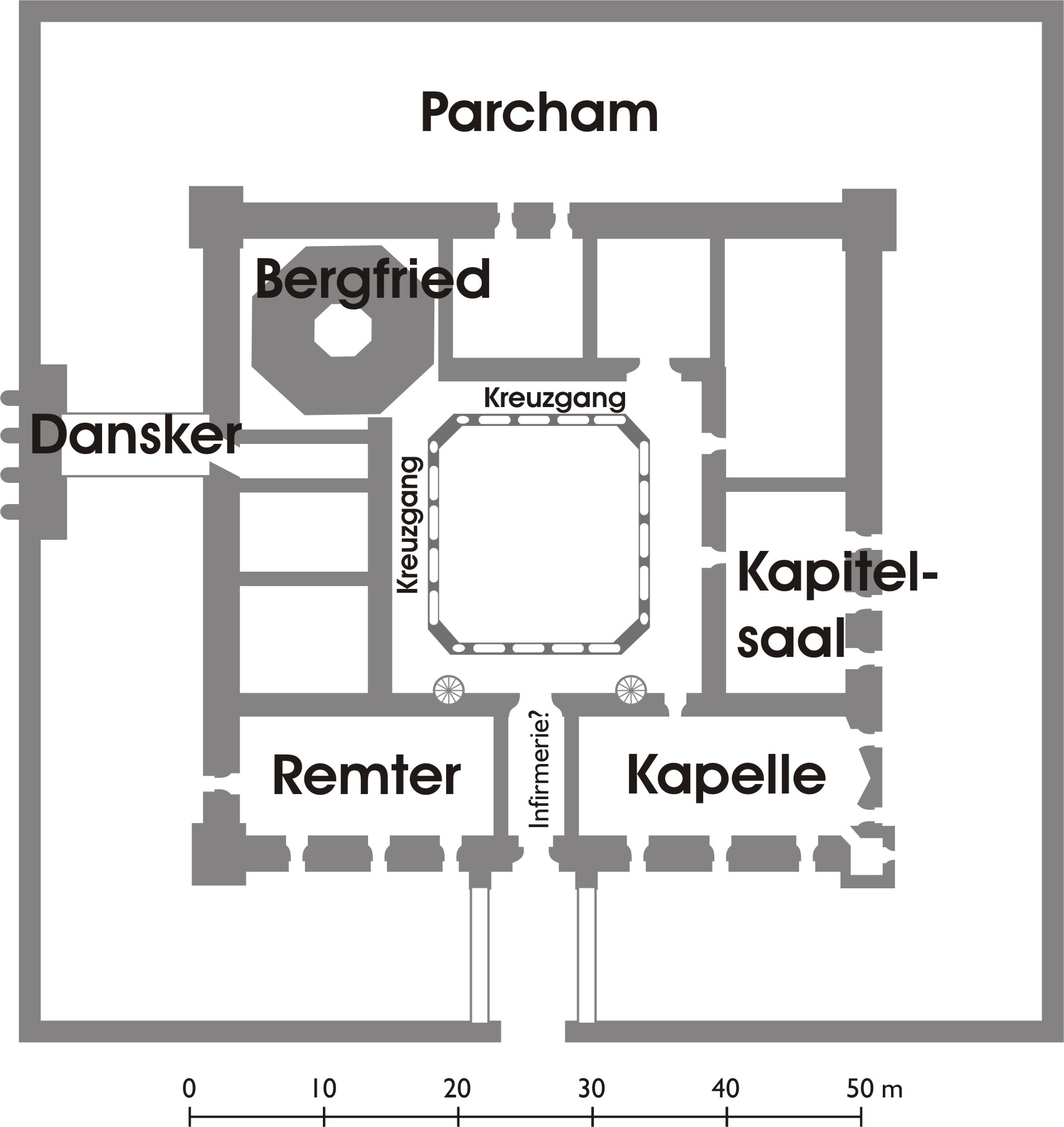
Pianta tipica di un Konventsburg (Rehden)

Quando il dominio teutonico poté dirsi definitivamente assicurato, gli alti funzionari dell'ordine decisero di ampliare e costruire nuove fortificazioni, preferibilmente in mattoni, a partire dagli anni settanta del XIII secolo: fu dunque in quel decennio che le nuove disposizioni lentamente soppiantarono i precedenti schemi, votati alla celerità piuttosto che alla qualità delle edificazioni. Una menzione particolare merita nell'ambito della costruzione di nuovi Kastellburgen l'ampio uso di elementi decorativi, come per esempio i motivi murari in mattoni realizzati di colore diverso, oltre a un parziale allontanamento dai canoni nella costruzione dei monasteri per quanto concerneva le eleganti torrette angolari e l'erezione di poderosi masti. I castelli di Strasburg, Rehden, Gollub, Mewe e naturalmente quello di Marienburg possono annoverarsi nella lista delle costruzioni effettuate in quest'arco temporale.

### Fase tarda (fino al 1410)

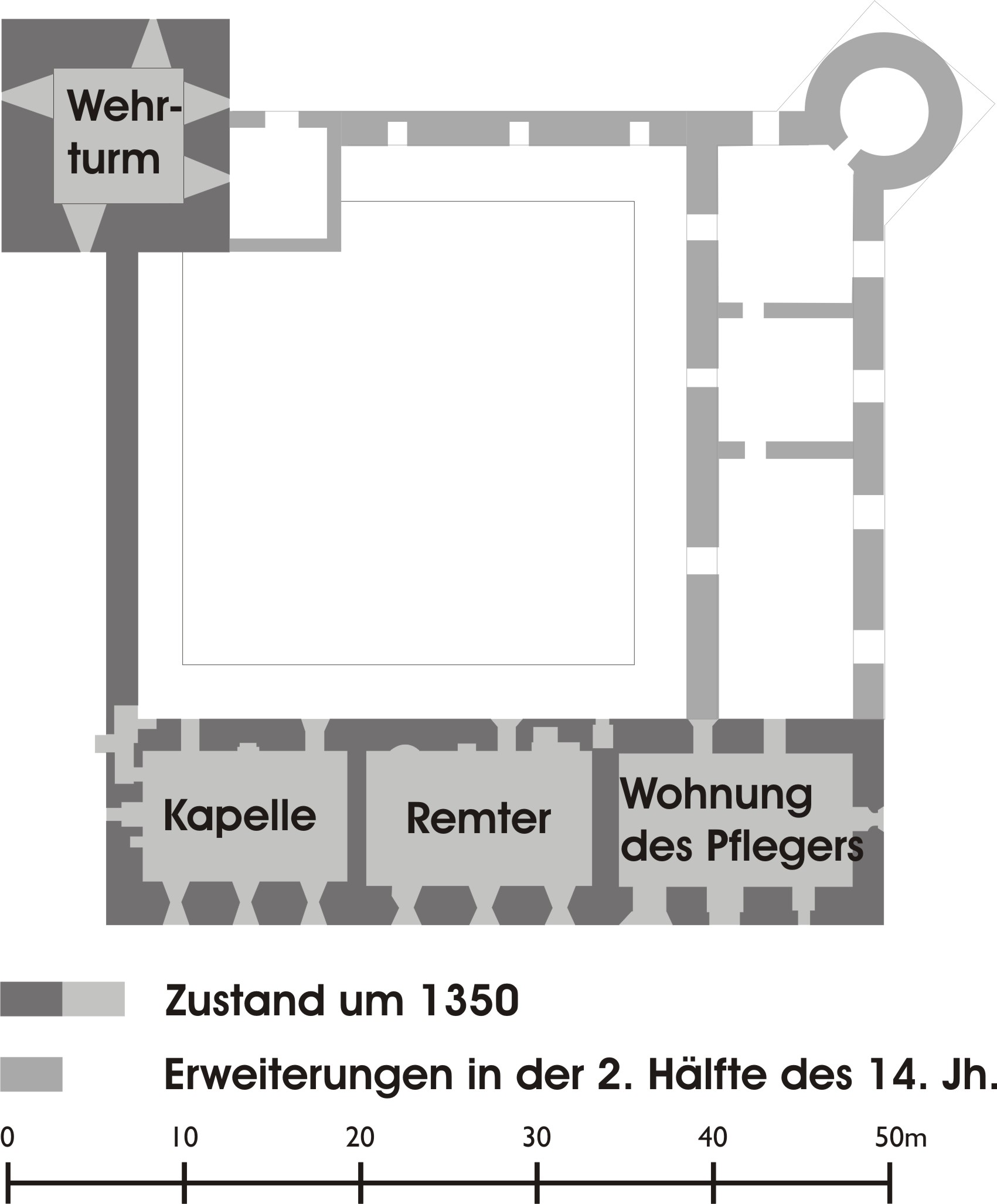
Tipica pianta di un castello minore (Soldau)

I castelli costruiti nella seconda metà del XIV secolo venivano in gran parte ultimati con elementi decorativi, mastio e un numero più alto di torri. Ciò che rimaneva dei tratti antichi era la sobrietà dello schema di base, poiché la pianta delle strutture non era stata molto intaccata rispetto ai secoli precedenti. Agli studiosi di storia dell'architettura piace parlare a proposito di tale caratteristica del cosiddetto "stile di riduzione" (Reduktionsstil). Gli edifici cui si può fare riferimento in questa fase sono Osterode e Ragnit. Nei castelli minori, ai maestri costruttori veniva concessa una maggiore varietà stilistica (si pensi a Bäslack, Lötzen e Soldau).
Dopo il 1410, la modifica dei principali castelli dell'ordine cessò quasi del tutto. Solo a Marienburg, Stuhm e Königsberg subirono consistenti interventi di ampliamento.

### Castelli episcopali
Il progetto dei castelli episcopali e capitolari, ultimati principalmente nei feudi facenti capo ai vescovi a partire dal 1330 circa, seguì in gran parte i principi di costruzione dei monasteri sia nei castelli conventuali e episcopali (Marienwerder e Heilsberg) che in quelli secondari (Allenstein e Rössel). Le differenze principali, invero trascurabili, si riscontrano nell'allestimento delle stanze e nella disposizione delle stesse all'interno delle chiese rispetto ai castelli dell'ordine.